# Diabeł tasmański
Diabeł tasmański (Sarcophilus harrisii) – gatunek mięsożernego ssaka, torbacza z rodziny niełazowatych (Dasyuridae). Występuje na wolności jedynie na australijskiej wyspie Tasmanii. Osiąga wielkość niewielkiego psa i jest największym współczesnym mięsożernym torbaczem, po wyginięciu wilkowora tasmańskiego (wilka workowatego) w 1936. Ma krępe, umięśnione ciało, czarne futro, ostry zapach, bardzo głośny i niepokojący pisk, doskonały węch i charakterystyczny sposób pożywiania się. Poluje na zdobycz i poszukuje padliny, zjada też produkty spożywcze, jeśli bytuje w pobliżu osiedli ludzkich. Zazwyczaj prowadzi samotny tryb życia, czasami żywi się razem z innymi diabłami i wypróżnia się we wspólnym miejscu. W odróżnieniu od większości niełazowatych, ma efektywne mechanizmy termoregulacji organizmu, co pozwala mu zachować aktywność w południe, nie przegrzewając się. Pomimo pulchnego wyglądu zaskakuje szybkością i wytrzymałością. Potrafi wspinać się na drzewa i przepływać rzeki.
Uważa się, że torbacze dostały się do Australii z Ameryki Południowej, gdy dziesiątki milionów lat temu lądy te wchodziły w skład superkontynentu Gondwany. Ewoluowały, gdy Australia stawała się bardziej sucha. Znaleziono skamieliny gatunków podobnych do diabłów tasmańskich, nie wiadomo jednak, czy są to przodkowie współczesnych diabłów. Nie wiadomo również, kiedy zaczęły się regionalne wyginięcia diabłów na terenie Australii kontynentalnej. Większość danych świadczy o trzech populacjach reliktowych około 3000 lat temu. Zęby znalezione w Auguście w Australii Zachodniej datuje się na 430 lat temu, ale archeolog Oliver Brown datuje wymarcie diabłów na kontynencie około 3000 lat temu. Za ich wymarcie zazwyczaj wini się dingo, które nie występują na Tasmanii. Ponieważ uważano, że diabły zagrażają zwierzynie hodowlanej i zwierzętom, z których pozyskiwano futra, polowano na nie, doprowadzając do zagrożenia wyginięciem. W 1941 gatunek został objęty oficjalną ochroną. Od tego czasu naukowcy utrzymują, że wcześniejszy pogląd, jakoby diabły tasmańskie były największym zagrożeniem dla zwierząt hodowlanych, był przesadzony i nieuzasadniony.
Diabły nie są monogamiczne. Rozród jest dlań energochłonny, obfituje we współzawodnictwo. Samce walczą o samice. Strzegą swych partnerek, by zapobiec niewierności. Owulacja u samicy może wystąpić trzykrotnie podczas sezonu rozrodczego. 80% dwuletnich samic zachodzi w ciążę podczas rocznego okresu rozrodu. Samica przeżywa średnio 4 okresy godowe. Ciąża trwa zaledwie 3 tygodnie. Noworodki są różowe, nie mają futra ani rozwiniętych cech pyska. Ważą około 0,20 g. W torbie znajdują się tylko 4 sutki. Powoduje to zajadłą konkurencję, w wyniku której tylko kilka młodych przeżywa. Rosną szybko. Opuszczają torbę po około 100 dniach. Ważą wtedy mniej więcej 200 g. Osiągają niezależność po około 9 miesiącach. Samica spędza większą część roku na czynnościach związanych z wydawaniem na świat potomstwa i opieką nad nim.
Od późnych lat dziewięćdziesiątych XX wieku zakaźny rak pyska diabła drastycznie zmniejszył populację diabłów. Choroba ta zagraża przetrwaniu gatunku, któremu w 2008 przyznano status zagrożonego wyginięciem. Rząd Tasmanii podejmuje programy zmniejszenia szkód wywołanych przez chorobę, w tym stworzenie grupy zdrowych osobników w niewoli, w izolacji od choroby. Wilkowór tasmański, polował na diabły, które poszukiwały młodych, niestrzeżonych wilkoworów w norach. Miejscowa populacja diabłów tasmańskich została też znacznie zredukowana przez zderzenia z pojazdami silnikowymi, zwłaszcza gdy diabły pożywiały się innymi ofiarami wypadków drogowych.
Liczebność wedle IUCN wynosi między 10 a 25 tysięcy dorosłych zwierząt.
Zwierzę jest symbolem Tasmanii, wielu organizacji i grup, a wiele produktów związanych z tym stanem używa go w swoim logo. Stanowi też ważną atrakcję turystyczną. Światową sławę zapewniła mu kreskówka Looney Tunes, w której wystąpił Diabeł Tasmański. Z powodu ograniczeń eksportu i niepowodzeń hodowlanych poza Australią, prawie nie można spotkać diabła tasmańskiego poza jego ojczyzną z wyjątkiem zwierząt przemyconych.

## Klasyfikacja
Pierwszy opis diabła tasmańskiego wyszedł spod pióra przyrodnika George’a Harrisa, który uznał go za oposa i opisał w 1807, nadając mu nazwę naukową Didelphis ursina. Kierował się niedźwiedzim wyglądem zwierzęcia, między innymi jego zaokrąglonymi uszami (Ursus oznacza niedźwiedzia). Wcześniej zaprezentował swe odkrycie Zoological Society of London. Jednakże taką nazwę binominalną nadano już wcześniej wombatowi tasmańskiemu (później zmieniono ją na Vombatus ursinus). Nazwy tej użył George Shaw w 1800, była już więc zajęta. W 1838 Richard Owen przemianował zwierzę na Dasyurus laniarius, jednak do 1877 przeniósł gatunek do nowego rodzaju Sarcophilus. Współczesny gatunek nazwano Sarcophilus harrisii, co oznacza „miłośnika mięsa Harrisa” (greckie σαρξ sarx, σαρκος sarkos – mięso; φιλος philos – miłośnik < φιλεω phileō – kochać). Dokonał tego francuski przyrodnik Pierre Boitard w 1841. Późniejsza rewizja taksonomii diabła, opublikowana w 1987, postulowała zmianę nazwy na Sarcophilus laniarius, bazując na kontynentalnych skamielinach jedynie kilku zwierząt, jednak nie spotkało się to z akceptacją szerszego środowiska taksonomów. Zachowano nazwę S. harrisii, S. laniarius pozostawiono dla gatunku kopalnego. Niektórzy autorzy stosują jednak nazwę S. laniarius na określenie współczesnych diabłów tasmańskich.
W języku angielskim funkcjonowała wczesna nazwa zwyczajowa Beelzebub’s pup („szczenię Belzebuba”). Nadali ją eksploratorzy Tasmanii, odnosząc się do demona uznawanego za księcia piekła i pomocnika szatana. Ludzie ci, pierwszy raz weszli w kontakt ze zwierzęciem, usłyszawszy jego unoszące się daleko odgłosy w nocy. Nadane zwierzęciu określenie wiąże się z dziewiętnastowieczną nazwą Sarcophilus satanicus („szatański miłośnik mięsa”) i Diabolus ursinus („niedźwiedzi diabeł”). Wszystkie te miana wiązały się z wczesnymi mylnymi koncepcjami uznającymi diabła tasmańskiego za zaciekłe, zawzięte stworzenie.
Diabeł tasmański (Sarcophilus harrisii) zalicza się do rodziny niełazowatych. Rodzaj Sarcophilus zawiera jeszcze dwa inne gatunki, znane jedynie dzięki plejstoceńskim skamielinom: S. laniarius i S. moornaensis. Relacje pokrewieństwa pomiędzy tymi trzema gatunkami nie są jasne. Analiza filogenetyczna wykazała, że najbliższym współczesnym krewnym diabła tasmańskiego jest Dasyurus.
Korzenie australijskich torbaczy sięgają dziesiątków milionów lat, do czasów gdy na wielkich terenach półkuli południowej leżał superkontynent Gondwana. Uważa się, że torbacze powstały na ziemiach obecnie leżących w Ameryce Południowej, po czym migrowały poprzez ziemie Antarktydy, na których panował wtedy klimat umiarkowany. Sądzi się, że wraz z degradacją gleby torbacze zaadaptowały się do bardziej prymitywnej flory Australii. Według Pembertona, prawdopodobni przodkowie diabła tasmańskiego mogli potrzebować umiejętności wspinania się na drzewa w celu zdobycia pożywienia, co miałoby prowadzić do zwiększenia rozmiarów i zasięgu skoków wielu torbaczy. Autor ten spekulował, że tamte adaptacje mogły stać się przyczyną obserwowanego współcześnie osobliwego kroku diabła tasmańskiego. Teoretyzuje się, że linia diabła tasmańskiego powstała w miocenie. Dane molekularne wskazują na rozdzielenie przodków diabła tasmańskiego i niełazów (Dasyurus) pomiędzy 10 a 15 milionami lat, kiedy to w Australii nastąpiły poważne zmiany klimatyczne. Z ciepłego i wilgotnego klimat stał się suchy, co spowodowało masowe wyginięcia. Skoro większość ich zdobyczy wymarła z powodu chłodów, przeżyło tylko kilku drapieżników, w tym przodkowie niełazów Dasyurus i wilka workowatego. Spekuluje się, że linia diabła tasmańskiego mogła oddzielić się właśnie w tym czasie, zapełniając nisze padlinożercy pożerającego resztki pozostawione przez bardziej selektywnie dobierające pokarm wilki workowate. Wymarły Glaucodon ballaratensis z pliocenu okrzyknięty został gatunkiem pośrednim pomiędzy diabłem tasmańskim a Dasyurus.

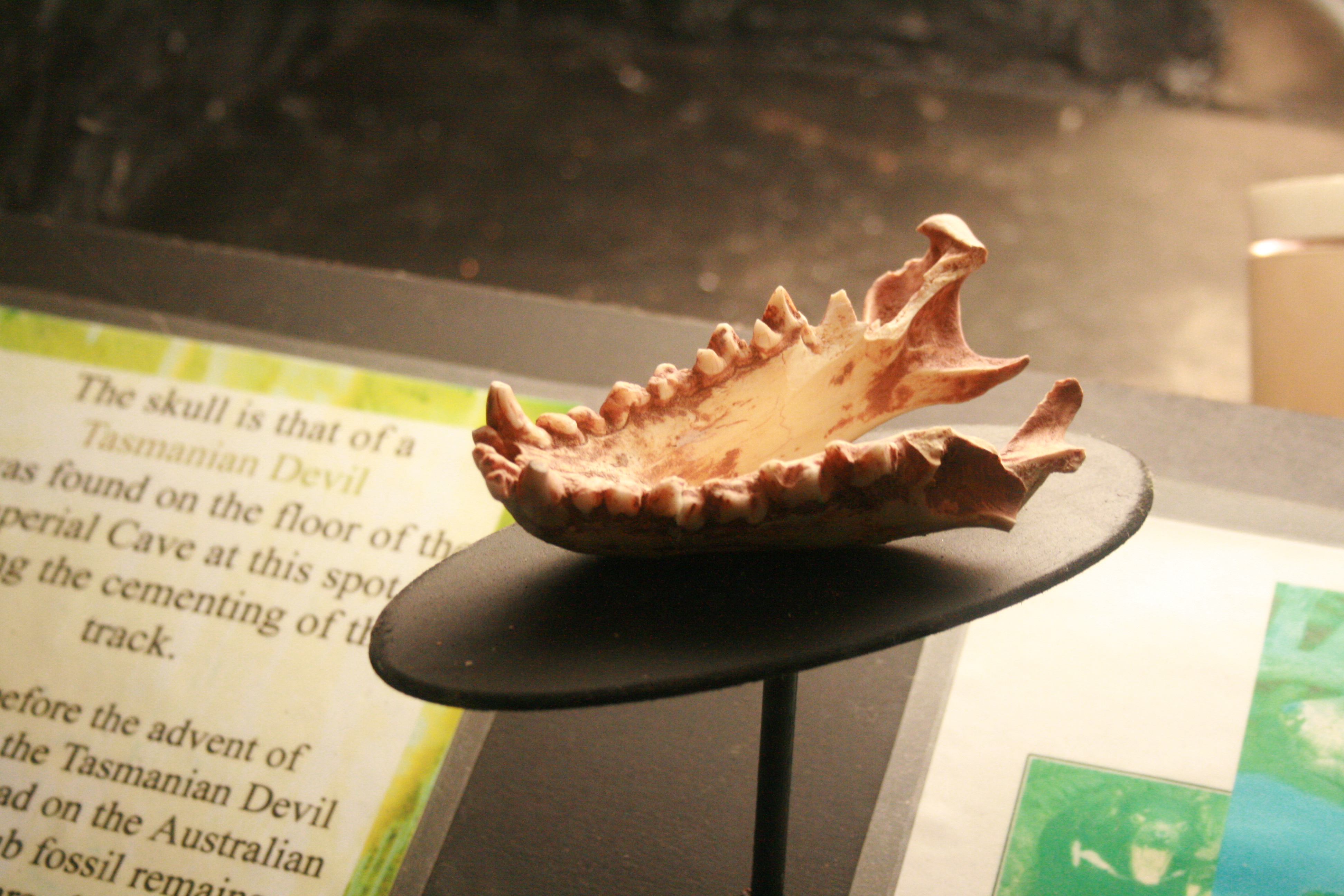
Do odnalezionych w jaskiniach znalezisk należy ta żuchwa z jednej z Jaskiń Jenolan

Skamieliny z jaskiń krasowych w Naracoorte w Australii Południowej, datowane na miocen, obejmują osobniki zaliczane do S. laniarius, które były o 15% większe i 50% cięższe od współczesnych diabłów tasmańskich. Pozostałości dorosłych osobników, uważane za pochodzące sprzed 50–70 tysięcy lat, znaleziono w Darling Downs w Queensland oraz w Australii Zachodniej. Nie jest jasne, czy współczesny gatunek wyewoluował z S. laniarius, czy też koegzystowały one ze sobą w tym samym czasie. Richard Owen w XIX wieku optował za tą drugą hipotezą, opierając się o skamieliny znalezione w 1877 w Nowej Południowej Walii. Duże kości przypisywane S. moornaensis znaleziono w Nowej Południowej Walii i powiązano je z dwoma większymi, wymarłymi gatunkami, które mogły zarówno polować, jak i żywić się padliną. Wiadomo o istnieniu kilku rodzajów wilkoworów, żyjących miliony lat temu. Różniły się one rozmiarami; mniejsze były bardziej zależne od plądrowania. Jako że wymarcie tych dwóch gatunków koresponduje czasowo z pojawieniem się człowieka w Australii, jako przyczyny wymarcia rozważano polowania przez człowieka i wylesienia. Krytycy tych poglądów zwracają uwagę, że rdzenni Australijczycy wprowadzili dla zastosowań łowieckich jedynie bumerangi i włócznie przed około 10 tysiącami lat, wobec czego krytyczny spadek spowodowany polowaniami nie jest prawdopodobny. Podnoszą też, że jaskinie zamieszkiwane przez Aborygenów australijskich cechują się niewielkim odsetkiem kości i malunków naskalnych diabłów tasmańskich. Sugeruje to, że te niełazowate nie odgrywały istotnej roli w życiu rdzennych mieszkańców kontynentu. Raport naukowy z 1910 twierdził, że Aborygeni australijscy spożywali raczej mięso roślinożerców, niż mięsożerców. Alternatywna hipoteza twierdzi, że wyginięcie nastąpiło na skutek zmian klimatycznych podczas ostatniej epoki lodowej.
O ile za jedną z głównych przyczyn zniknięcia diabłów tasmańskich w kontynentalnej Australii uznaje się dingo, to inna teoria podaje za główny powód wzrastającą suchość siedlisk kontynentalnych, co nie dotknęło populacji tasmańskiej, w której miejscu występowania klimat pozostał chłodny i wilgotny. Teoria ta widzi w dingo jedynie przyczynę drugorzędną.
Jako że diabeł tasmański należy do najbliższych współczesnych krewnych wilka tasmańskiego, spekulowano na temat przywrócenia wilka tasmańskiego poprzez połączenie jego DNA z okazów muzealnych z komórką jajową diabła tasmańskiego.

### Genetyka

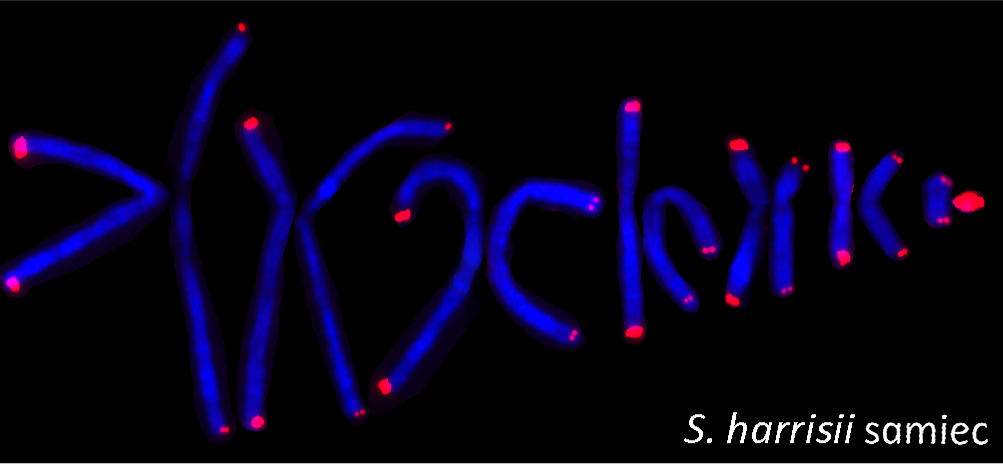
Kariotyp

Genom diabła tasmańskiego zsekwencjonowano w 2010 w Wellcome Trust Sanger Institute. Jak wszystkie niełazowate, ma on w sumie 14 chromosomów. Wśród nich u samca występują chromosomy płciowe XY. W porównaniu z innymi torbaczami australijskimi czy też drapieżnymi łożyskowcami zmienność genetyczna tego gatunku jest niewielka. Jest to zgodne z efektem założyciela, gdyż zakresy różnic wielkości alleli są niewielkie, a zmiany są prawie ciągłe wśród wszystkich przebadanych subpopulacji. Różnorodność w nich alleli jest na poziomie 2,7–3,3. Heterozygotyczność mieści się w zakresie 0,386–0,467. Zgodnie z badaniem Menny Jones przepływ genów wydaje się zachodzić na odległość do 50 km, co oznacza, że uczestniczą w nim głównie sąsiadujące ze sobą populacje. Na większą skalę (150–250 km) przepływ genów jest ograniczony, jednakże nie ma dowodów na izolację. Efekt wyspy mógł również przyczynić się do małej różnorodności genetycznej. Okresy małej gęstości populacji mogły również wywołać umiarkowane efekty wąskiego gardła, redukując różnorodność genetyczną. Wybuchy epidemii zakaźnego raka pyska diabła zwiększyły wpływ chowu wsobnego. Subpopulacja na północnym zachodzie stanu wydaje się genetycznie odrębna od innych diabłów tasmańskich, jednakże zachodzi pomiędzy tymi grupami pewna wymiana.
Badanie polimorfizmu konformacyjnego pojedynczej nici (OSCP) głównego układu zgodności tkankowej (MHC), a dokładniej domeny antygenów klasy I (MHC I) wśród diabłów tasmańskich z różnych miejsc na wyspie pokazało 25 różnych typów. Wykazało też odmienny wzór typów MHC w północno-zachodniej i we wschodniej Tasmanii. Osobniki ze wschodu cechowały się mniejszą różnorodnością MHC. 30% należało do typu związanego z guzem (typ 1), a 24% do typu A. 7 na 10 diabłów tasmańskich na wschodzie należy do typów A, D, G lub 1, wiążących się z DFTD; natomiast tylko 55% osobników z zachodu ma takie typy MHC. Spośród 25 wyróżnionych typów MHC 40% występuje wyłącznie u diabłów z zachodu. Choć populacja północno-zachodnia jest w ogólności mniej zróżnicowana genetycznie, cechuje się większą różnorodnością MHC, co pozwala im na obronę immunologiczną przed DFTD. W związku z tym mieszanie się osobników może zwiększyć szanse zachorowania. Z 15 różnych regionów Tasmanii, na których przeprowadzono badania, 6 leżało na wschodniej połowie wyspy. Spośród nich w Epping Forest doszukano się tylko dwóch typów, 75% przypadło na typ O. W Buckland-Nugent obecne były 3 typy, natomiast średnio na lokalizację przypadło ich 5,33. Dla porównania na zachodzie w Cape Sorell też były 3 typy, a w Togari North-Christmas Hills – 6, natomiast pozostałe 7 miejsc cechowało się przynajmniej 8 typami, na West Pencil Pine było ich aż 15. Średnia na lokalizację na zachodzie wyniosła 10,11.

### Podgatunek fosylny
Na podstawie znalezisk subfosylnych wyróżniono podgatunek S. harrisii dixonae. Jednakże wyniki pomiarów jego cech zachodzą na wyniki współczesnych diabłów tasmańskich. Podgatunek ten, podobnie jak podgatunek nominatywny, nie posiada polskojęzycznej nazwy.

## Morfologia

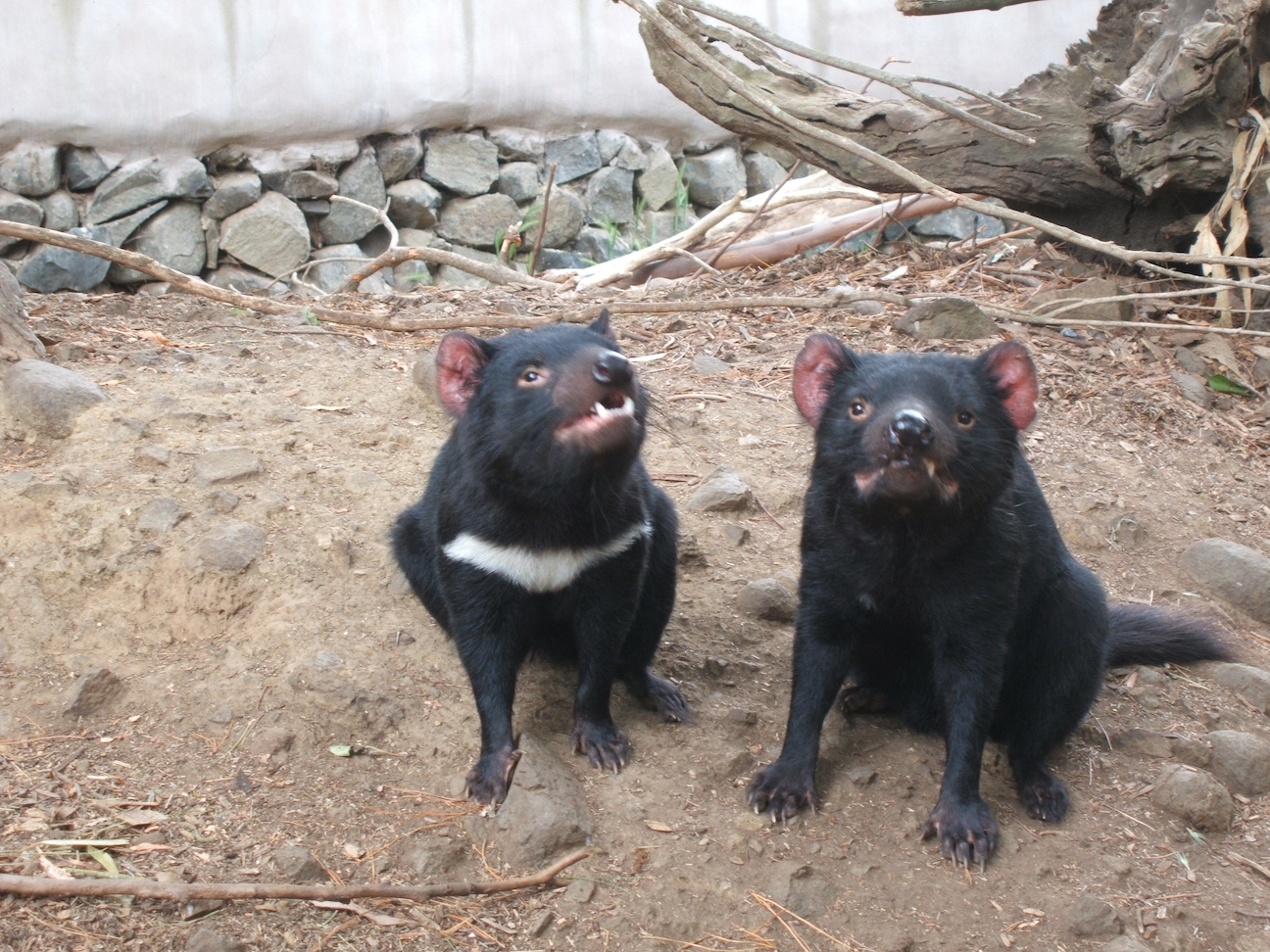
Dwa diabły tasmańskie, w tym jeden bez żadnych białych znaczeń. Około 16% dzikich osobników ich nie posiada

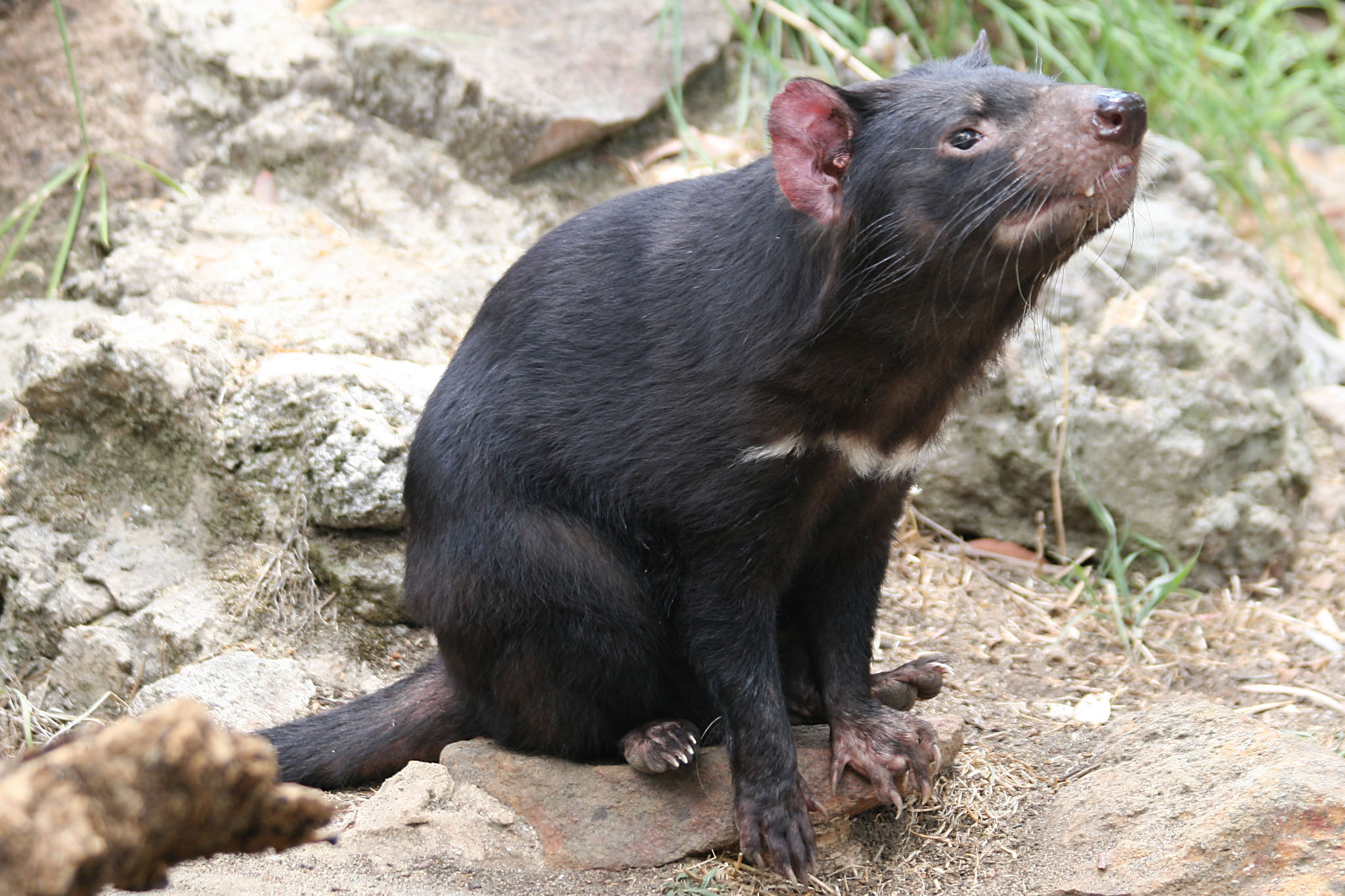
Wibrysy pomagają diabłu tasmańskiemu lokalizować zdobycz w ciemności

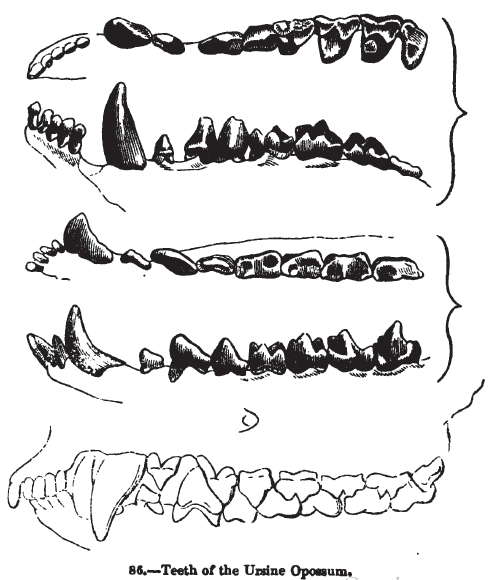
Uzębienie ze Sketches in Natural History Knighta

Diabeł tasmański to największy współczesny mięsożerny torbacz. Krępy, ciężkiej budowy, ma dużą głowę i ogon długości połowy długości ciała. Co niezwykłe w przypadku torbaczy, jego przednie łapy są nieco dłuższe od tylnych. Zwierzę może biec z prędkością do 13 km/h na krótkim dystansie. Futro zazwyczaj ma barwę czarną, często widnieją na nim nieregularne białe plamy ulokowane na klatce piersiowej i zadzie. Nie posiada ich 16% diabłów tasmańskich. Znaczenia te sugerują, że ssak wykazuje większą aktywność o świcie i zmierzchu. Uważa się, że przyciągają one ataki w postaci gryzienia do mniej ważnych części ciała, ponieważ gryzienie się diabłów tasmańskich prowadzi do gromadzenia się blizn w tych właśnie regionach ciała. Samce są zwykle większe od samic. Ich głowa i tułów mierzą przeciętnie 652 mm, ogon zaś mierzy 258 mm. Masa ciała wynosi średnio 8 kg. Samice mają głowę i ogon długości średnio 570 mm, a ich ogon ma 244 mm. Masa ich ciała to średnio 6 kg. Osobniki zamieszkujące zachodnią Tasmanię są zwykle mniejszych rozmiarów. Dłonie kończą się pięcioma długimi palcami, z których 4 zwracają się do przodu, a 1 w bok, co pozwala zwierzęciu chwytać pożywienie. Stopy kończą się czterema palcami. Pazury diabłów tasmańskich nie chowają się. Krępe diabły tasmańskie mają względnie nisko położony środek ciężkości.
Ssaki te osiągają pełną wielkość w wieku dwóch lat. Nieliczne żyją na wolności powyżej 5 lat. Prawdopodobnie najdłużej żyjący odnotowany osobnik, Coolah, to samiec, który żył w niewoli powyżej 7 lat. Urodził się w styczniu 1997 w Cincinnati Zoo, umarł w maju 2004 w Fort Wayne Children’s Zoo.
Torbacz przechowuje tłuszcz w swym ogonie. Zdrowe osobniki mają tłuste ogony. Zazwyczaj ogon nie jest chwytny, odgrywa zaś ważną rolę w fizjologii, zachowaniach społecznych i lokomocji. Działa jako przeciwwaga dla utrzymania stabilności, gdy kręgowiec porusza się szybko. U podstawy ogona leży gruczoł anogenitalny, którego wydzielina zapachowa służy oznaczaniu podłoża silną, gryzącą wonią.
Zewnętrzne jądra samców znajdują się w workowatej strukturze tworzonej przez boczne wentrokruralne fałdy brzucha, częściowo okrywające i chroniące jądra, które są kształtu prawie obłego. Średni rozmiar 30 jąder dorosłych samców wynosi 3,17 × 2,57 cm. Torba lęgowa samicy otwiera się do tyłu. Istnieje przez całe jej życie, inaczej, niż u pewnych innych niełazowatych.

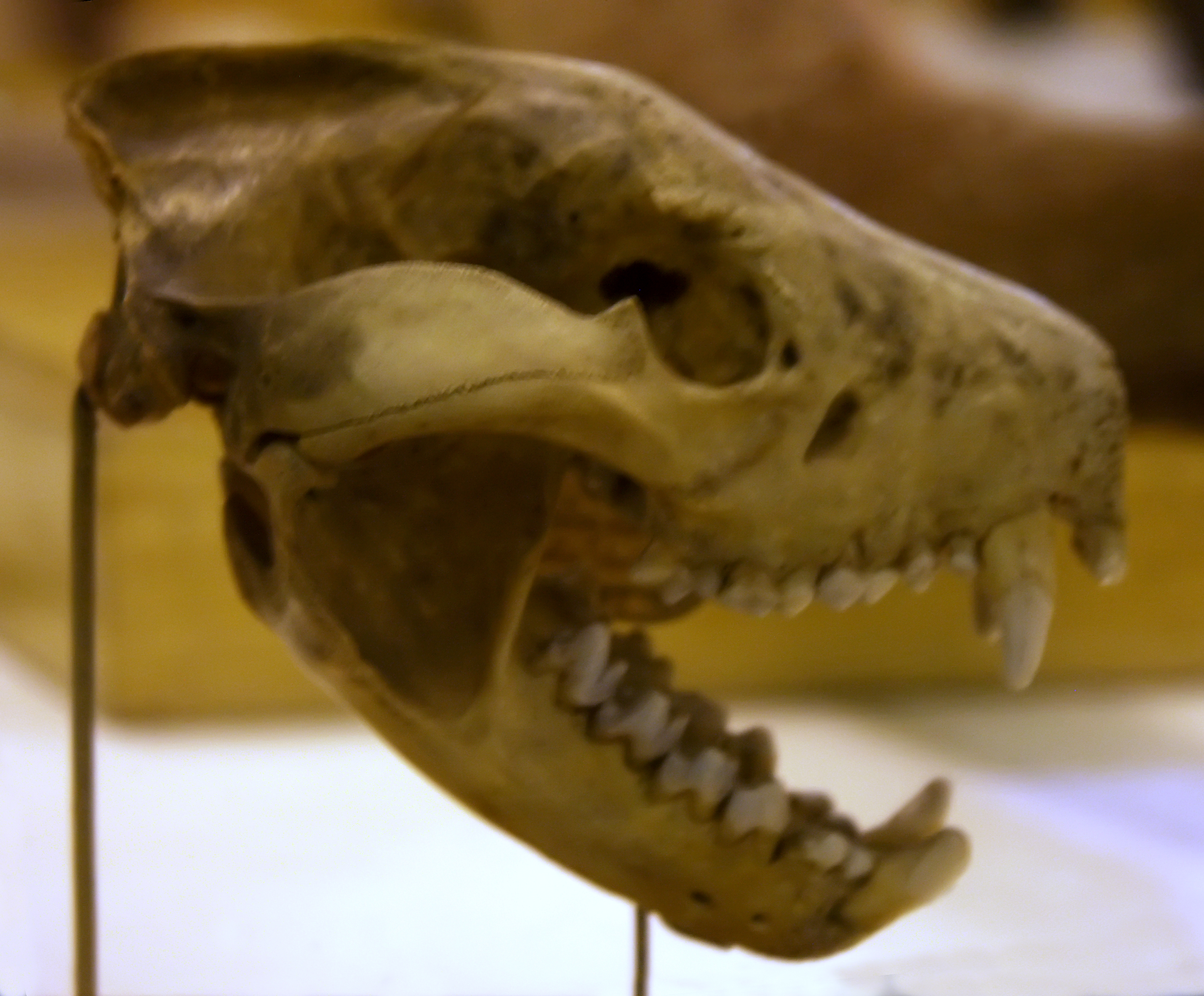
Czaszka. Żuchwa i szczęka rozwarte na około 45°, widoczne duże kły i duży staw żuchwowy

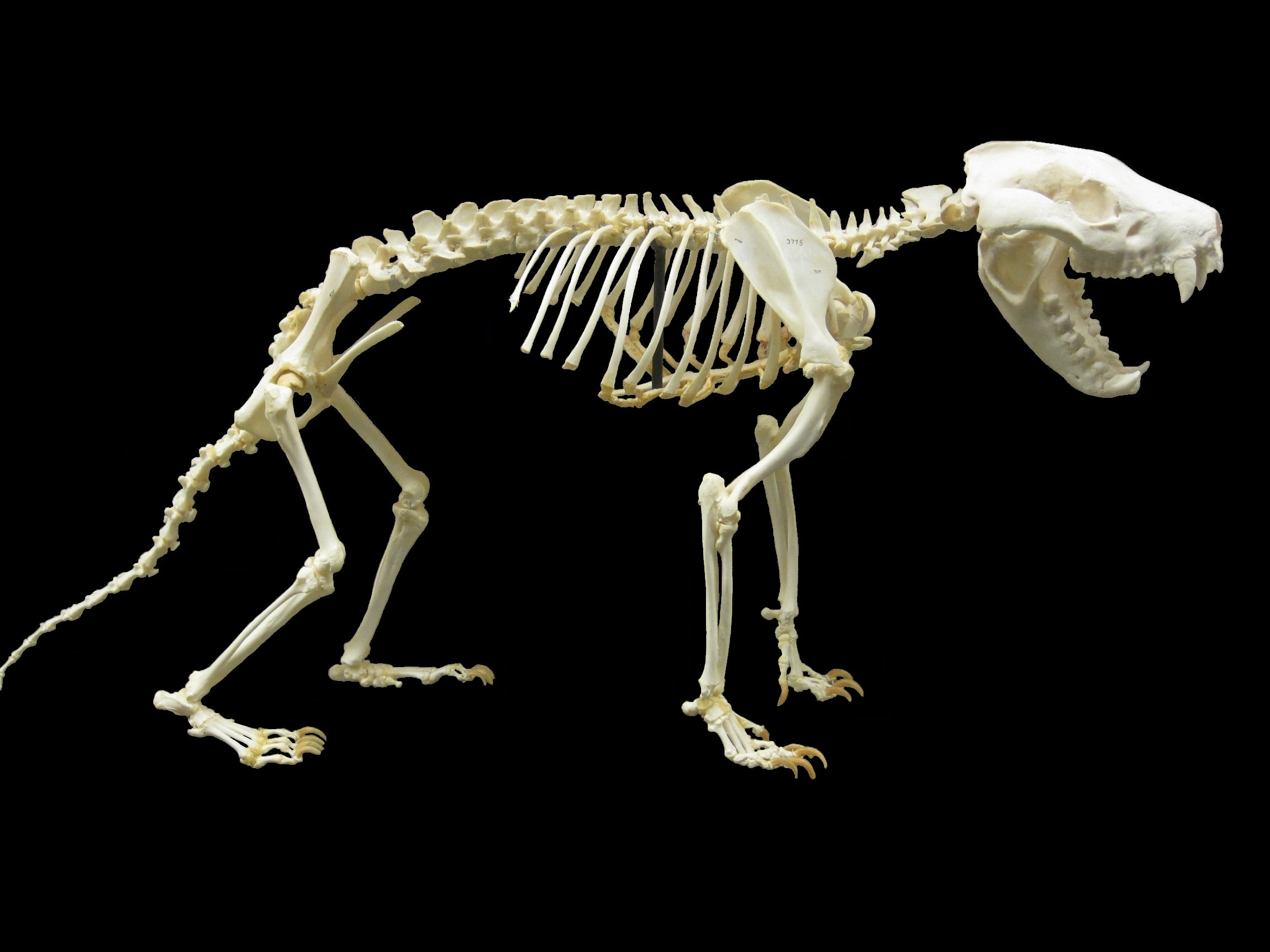
Szkielet wystawiany przez Museum of Osteology w Oklahoma City

Dzięki dużej głowie i szyi diabeł tasmański dysponuje jednym z najsilniejszych zgryzów w przeliczeniu na masę ciała wśród dzisiejszych drapieżników lądowych. Diabeł tasmański dysponuje niezwykle wielką jak na jego rozmiary siłą zgryzu. Osiąga on siłę 553 N. Żuchwa rozwiera się na kąt 75–80°, co pozwala zwierzęciu osiągać dużą moc, dzięki której rozrywa mięso i kruszy kości. Potrafi przegryźć nawet gruby, metalowy przewód. Moc jego szczęki wynika po części z jego względnie dużej głowy. Zęby, szczęka i żuchwa diabła tasmańskiego przywodzą na myśl te należące do hieny. Jest to przykład ewolucji równoległej. Zęby niełazowatych przypominają spotykane u prymitywnych torbaczy. Jak u wszystkich niełazowatych, diabeł tasmański ma wydatne kły i zęby policzkowe. Występują 3 pary dolnych siekaczy, w szczękach zaś nawet 4. Leżą one na samym przodzie pyska torbacza. Jak pies, ma on 42 zęby, które po urodzeniu nie są już zastępowane przez nowe, za to rosną stale, choć wolno, przez całe życie zwierzęcia. Jest to uzębienie mięsożercy, wykazujące adaptacje do konsumpcji kości.
Diabeł tasmański ma też długie pazury pozwalające mu na drążenie nor oraz poszukiwanie pokarmu w ziemi, z łatwością potrafi on też silnie chwytać zdobycz bądź partnera. Zęby i pazury umożliwiają torbaczowi atakowanie wombatowanych ważących do 30 kg. Duże szyja i przednia część ciała zapewniają diabłu tasmańskiemu jego siłę. Taka budowa wiąże się z tym, że przednia połowa ciała zwierzęcia jest silniejsza. W związku z tym drapieżnik chodzi przechylony niezdarnie, powłócząc nogami.
Zwierzę ma długie wibryssy na twarzy i w kępkach na szczycie głowy. Pomaga mu to lokalizować zdobycz, gdy żeruje w ciemności, a także wykrywać inne diabły tasmańskie w pobliżu podczas pożywiania się. Wibryssy mogą rozciągać się od czubka brody do tylnego końca szczęki, osiągając szerokość rozstawionych ramion. Dominującym zmysłem jest słuch. Zwierzę posiada także świetny węch – wykrywa zapachy z odległości 1 km. W przeciwieństwie do innych torbaczy posiada dobrze rozwinięte, siodłowate typanicum. Jako że poluje nocą, jego wzrok wydaje się najostrzejszy w przypadku bieli i czerni, w takich warunkach dostrzega wyraźnie poruszające się obiekty, ma jednak trudności z obiektami w bezruchu.

## Rozmieszczenie geograficzne i siedlisko

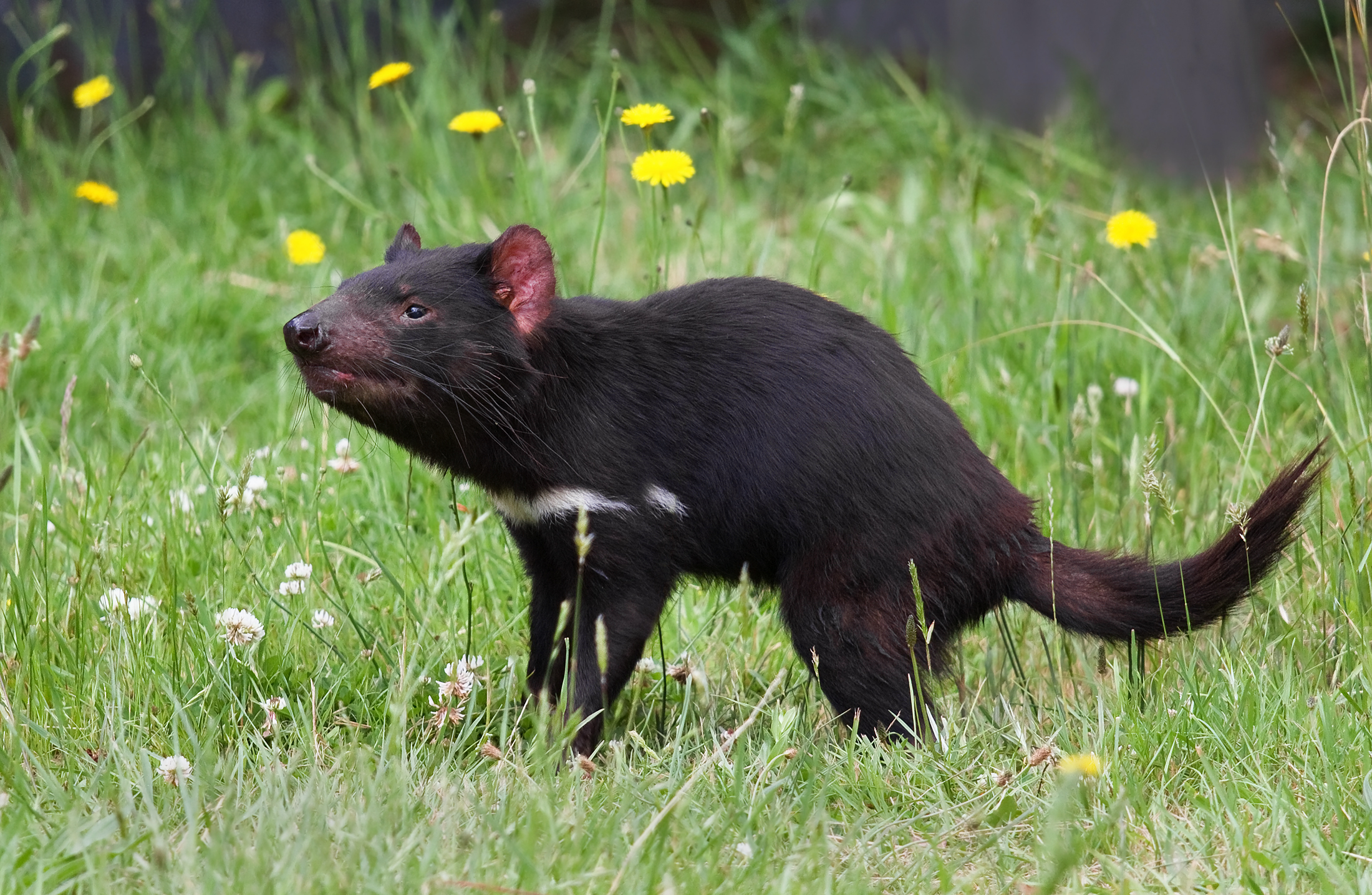
Osobnik na terenie Parku Ochrony Diabła Tasmańskiego w Taranna.

Stworzenia te zamieszkują wszelkie siedliska wyspy Tasmanii, włączając w to nawet przedmieścia. Występują na samej Tasmanii, jak i na Robbins Island, połączoną z Tasmanią przejściem lądowym podczas odpływu. Populacja północno-zachodnia żyje na zachód od rzeki Forth, sięgając na południe Macquarie Heads. Niegdyś, od XIX wieku występowały na wyspie Bruny, jednak nie spotkano ich tam po 1900. Introdukowano je na Badger Island w połowie ostatniej dekady XX wieku, ale uważa się, że wymarły tam do 2005.
Podstawowym siedliskiem diabłów tasmańskich jest strefa od niskich do umiarkowanych opadów na wschodzie i północnym zachodzie Tasmanii. Ssaki te lubią zwłaszcza suche, sklerofilowe lasy i porośnięte lasem tereny przybrzeżne Choć nie spotyka się ich w najwyżej położonych miejscach wyspy, a ich zagęszczenie jest niskie na równinach porośniętych Gymnoschoenus sphaerocephalus na południowym wschodzie (South West Wilderness), ich populacja ma wysoką liczebność w suchych bądź mieszanych sklerofilowych lasach i przybrzeżnych wrzosowiskach. Diabły tasmańskie preferują widne lasy od wysokich i ciemnych, a także lasy bardziej suche, niż wilgotne. Spotyka się je także w pobliżu dróg, gdzie często zdarzają się śmiertelne wypadki, choć stworzenia te często same padają ofiarami wypadków drogowych, gdy żerują na padlinie. Zgodnie z opinią Threatened Species Scientific Committee ich wszechstronność oznacza, że niszczenie środowiska naturalnego nie stanowi największego zagrożenia dla gatunku.
Z diabłem tasmańskim związany jest tasiemiec Dasyurotaenia robusta, klasyfikowany jako gatunek rzadki przez Tasmanian Threatened Species Protection Act z 1995. Robak ten występuje jedynie u diabłów tasmańskich.

## Ekologia i zachowanie

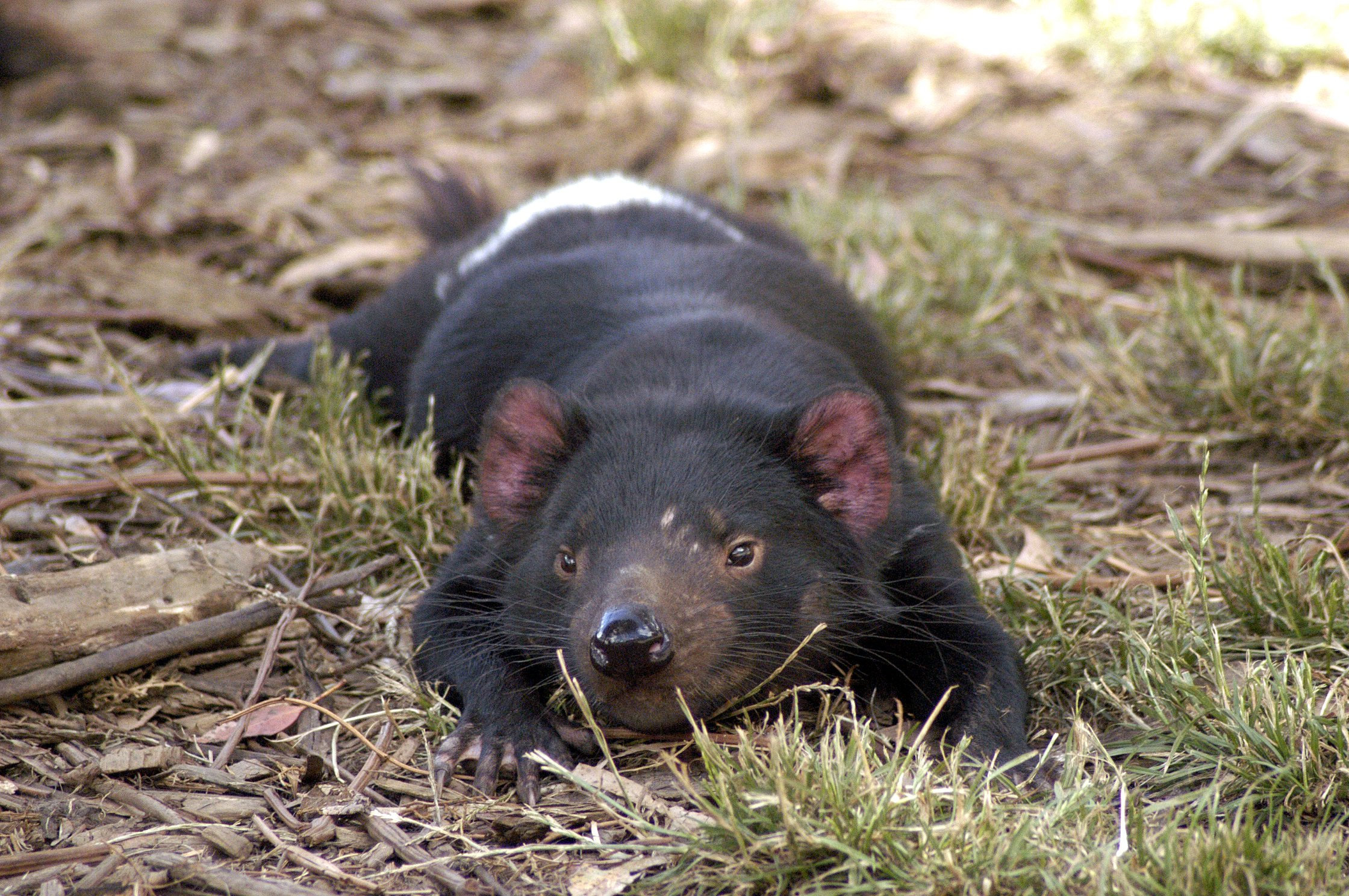
Diabeł tasmański jest zwierzęciem nocnym, jednak lubi odpoczywać w słońcu. W okolicy lewego oka tego osobnika widnieje blizna po stoczonej walce.

Diabeł tasmański żeruje zwykle w nocy i o zmierzchu. Dnie spędza w gęstych zaroślach bądź w norze. Spekulowano, czy jego nocna aktywność stanowi adaptację pozwalającą unikać drapieżnictwa ze strony ludzi i orłów. Młode diabły tasmańskie są aktywne głównie o zmierzchu. Nie ma dowodów na występowanie u diabłów torporu.
Młode osobniki potrafią wspinać się na drzewa, ale w miarę dorastania przychodzi im to coraz trudniej. Diabły tasmańskie mogą wdrapać się po pniu o średnicy powyżej 40 cm, który nie posiada małych odgałęzień stanowiących punkty zaczepu, aż do wysokości około 2,5–3 m. Zwierzęta, które jeszcze nie dorosły, potrafią wspiąć się na krzewy wysokości do 4 m, a na drzewa do 7 m, jeśli nie rosną pionowo. Osobniki dorosłe mogą pożerać młode diabły tasmańskie, gdy są bardzo głodne, wobec czego wspinaczka może stanowić adaptację młodych zwierząt pozwalającą im uciec. Diabły tasmańskie potrafią również pływać. Obserwowano je pokonujące rzeki szerokości 50 m, w tym lodowato zimne, i to w widoczny sposób ochoczo.
Diabeł tasmański nie tworzy stad. Zamiast tego spędza czas samotnie, jeśli jest już po odstawieniu od piersi. Uważano go za zwierzę samotne, a jego interakcje społeczne kiepsko rozumiano. Jednakże badanie terenowe opisane w 2009 rzuciło na nie pewne światło. Osobnikom zamieszkującym Park Narodowy Narawntapu założono nadajniki, które zbierały informacje o ich interakcjach z pobratymcami od lutego do czerwca 2006. Okazało się, że poszczególne diabły tasmańskie wchodziły w skład obszernej sieci społecznej, charakteryzowanej przez kontakty samców i samic podczas sezonu rozrodczego, natomiast przez interakcje samic między sobą, najczęstsze poza sezonem rozrodczym, choć częstość i wzorce kontaktów nie różniły się znacznie pomiędzy sezonami. Wcześniej sądzono, że samce walczyły o jedzenie, teraz okazało się, że samce rzadko miewają spotkania z innymi samcami. Diabły tasmańskie uznaje się za zwierzęta ogólnie nieterytorialne, choć samice wykazują zachowania terytorialne wokół swych nor. Pozwala to na większe zagęszczenie osobników zajmujących dany obszar bez konfliktów, niż mogłoby to mieć miejsce w przypadku zwierząt terytorialnych. Ssak zajmuje jednak areał osobniczy. W okresie pomiędzy dwoma a czterema tygodniami areał ten wahał się pomiędzy 4 a 27 km² ze średnią 13 km². Położenie i geometria tych areałów zależy od dostępności pożywienia, zwłaszcza zaś walabii i pademelonów.
Diabeł tasmański regularnie używa trzech bądź czterech nor. Jamy wykorzystywane uprzednio przez wombaty ceni szczególnie jako nadające się do rozrodu z uwagi na zapewniane przez nie bezpieczeństwo. Gęsta roślinność przy ciekach wodnych, obfite kępy trawy i jaskinie również służą mu za schronienie. Dorosłe osobniki wykorzystują te same schronienia przez całe życie. Uważa się, że z uwagi na wartość prezentowaną przez bezpieczną norę, niektóre z nich mogą służyć przez całe stulecia kolejnym pokoleniom zwierząt. Badania zasugerowały, że bezpieczeństwo pokarmowe jest mniej ważne od bezpieczeństwa nory, a destrukcja środowiska naturalnego wpływająca na ten drugi czynnik osiąga znacznie większy wpływ na umieralność. Szczenięta pozostają w jednej norze z matką. Inne natomiast osobniki są mobilne, zmieniają schronienie co 1–3 dni, przebywając średni dystans 8,6 km w ciągu nocy. Jednak są też doniesienia wyznaczające górną granicę na 50 km w ciągu jednej nocy. Wybierają drogę przez niziny, przełęcze i wzdłuż brzegów rzek, preferując zwłaszcza wydeptane ścieżki i drogi zwierząt gospodarskich. Unikają zaś stromych stoków i kamienistych podłoży. Liczba podejmowanych wędrówek w ciągu całego roku wydaje się być stała, nie licząc matek, które niedawno rodziły. Podobne dystanse w przypadku samców i samic stanowią rzadkość u wykazujących dymorfizm płciowy, prowadzących samotny tryb życia drapieżników. Samce potrzebują więcej pożywienia, spędzają więc więcej czasu na jedzeniu, niż na przemieszczaniu się. Diabły tasmańskie podczas polowania typowo zataczają kręgi wokół swego areału osobniczego. Na obszarach, gdzie sąsiadują z ludźmi, znane są z kradzieży ubrań, koców i poduszek, których używają, kiedy zakładają legowiska w drewnianych budynkach.
Choć niełazowate cechują się podobną dietą i anatomią, ich różne rozmiary wpływają na termoregulację, a więc i na zachowanie. W neutralnych temperaturach między 5 a 30 °C zwierzę potrafi utrzymać temperaturę ciała pomiędzy 37,4 a 38 °C. Gdy temperatura zewnętrzna wzrasta do 40 °C przy wilgotności osiągającej 50%, temperatura ciała zwierzęcia podnosi się o 2 °C w ciągu godziny, następnie zaś obniża się miarowo do temperatury wyjściowej po dalszych dwóch godzinach, pozostając na tym poziomie przez kolejne dwie godziny. Przez ten czas ssak pije wodę i nie wykazuje widocznych objawów dyskomfortu. Doprowadziło to naukowców do poglądu, zgodnie z którym pocenie się i chłodzenie przez parowanie stanowią u niego główną metodę pozbywania się nadmiaru ciepła. Późniejsze badanie pokazało, że diabły tasmańskie dyszą, ale nie pocą się w celu oddania ciepła Wiele innych torbaczy nie potrafi utrzymać niskiej temperatury ciała. Gdy niewielkie zwierzęta żyją w cieplejszych i bardziej suchych warunkach, do których są gorzej przystosowane, przechodzą na nocny tryb życia i obniżają temperaturę swego ciała za dnia. Natomiast Sarcophilus zachowuje aktywność w ciągu dnia, a temperatura jego ciała waha się o 1,8 °C od minimum w nocy do maksimum w środku dnia.
Podstawowa przemiana materii diabła tasmańskiego wynosi 141 kJ/kg na dzień, czyli wielokrotnie mniej, niż w przypadku mniejszych torbaczy. Ważący 5 kg Sarcophilus zużywa 712 kJ dziennie. Przemiana materii może wynieść aż 407 kJ/kg. Tak jak Dasyurus, diabeł tasmański dysponuje tempem metabolizmu porównywalnym z niemięsożernymi torbaczami podobnych rozmiarów. Różni się tym od mięsożernych łożyskowców, cechujących się względnie dużą podstawową przemianą materii. Wykazano spadek masy ciała z 7,9 do 7,1 kg od lata do zimy, ale w tym samym czasie dzienna konsumpcja energii wzrosła od 2591 do 2890 kJ, co odpowiada wzrostowi konsumpcji pokarmu z 518 do 578 g. Dieta opiera się na białkach, zawartość wody wynosi 70%. Z każdego grama spożytych owadów wytwarza 3,5 kJ energii. W przypadku mięsa walabii generowanych jest 5,0 kJ. Licząc względem masy ciała diabeł tasmański spożywa jedynie ćwierć tego, co przyjmuje niełaz plamisty, co pozwala mu dłużej przetrwać przy braku pokarmu.
Diabeł tasmański jest gatunkiem kluczowym ekosystemu Tasmanii.

### Pożywienie

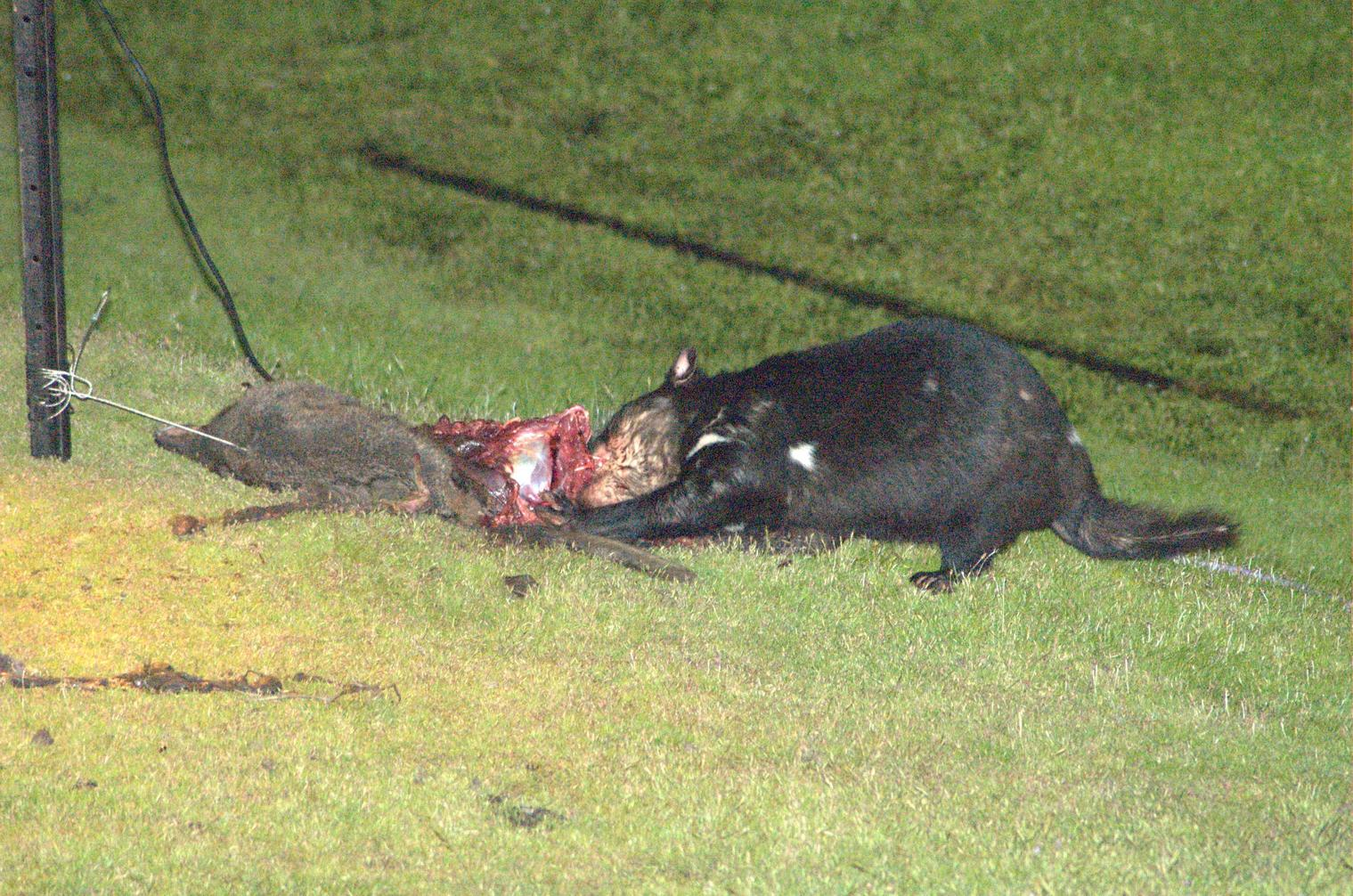
Diabeł tasmański pożera ofiarę wypadku drogowego

Diabły tasmańskie potrafią upolować zdobycz dorastającą rozmiarów małego kangura, nie są jednak wyspecjalizowanymi drapieżnikami. Spożywają padlinę częściej, niż polują na żywą zdobycz. Preferują wombaty, które są powolne i zawierają dużo tłuszczu, jednakże zjedzą każde niewielkie rodzime zwierzę, jak Bettongia czy Potorous (kanguroszczurowate), zwierzęta domowe (nawet owce), ptaki, ryby, owoce, biomasę, owady, kijanki, płazy bezogonowe i gady. Dietę mają bardzo zróżnicowaną, zależy ona od dostępności pożywienia. Przed wyginięciem wilkowora tasmańskiego diabły tasmańskie pożerały szczenięta wilkoworów pozostawione bez opieki w norach, gdy ich rodzice oddalili się. Mogło to przyśpieszyć wyginięcie wilkowora, który, z drugiej strony, zjadał diabły tasmańskie. Diabeł znany jest też z polowań na bobroszczury w morzu i zjadania padłych ryb wyrzuconych na brzeg. Poluje też na owce, o ile trafi na chorego lub rannego osobnika; żywi się też padłymi owcami i znalezionymi łożyskami. W otoczeniu siedzib ludzkich kradnie buty i je gryzie. W pozostałościach po diabłach tasmańskich znajdowano także obroże i kolczyki pożartych zwierząt, nietknięte kolce kolczatek, ołówki, długopisy, plastik i dżinsy. 
Diabły tasmańskie nie rozwijają wielkich prędkości. Istnieją jednak doniesienia o biegu z prędkością 25 km/h przez 1,5 km. Przypuszcza się, że przed przybyciem na Tasmanię Europejczyków i wprowadzeniem przez nich zwierząt hodowlanych, samochodów i rozpoczęciem się wypadków drogowych, diabły tasmańskie musiały gonić inne rodzime zwierzęta i rozwijać taką szybkość, by móc schwytać ofiarę. Pemberton donosi, że potrafią utrzymać prędkość średnią 10 km/h przez dłuższy czas przez kilka nocy w tygodniu, wobec czego potrafią przebiec długie dystanse, zanim siądą na odpoczynek trwający do pół godziny. Zachowanie takie zinterpretowano jako dowód na to, że ssaki te polują z zasadzki.
Pożywiając się dużymi padłymi zwierzętami, np. krowami, wchodzą do wnętrza spożywanych ciał i czasami w nich śpią.
Średnio osobnik zjada dziennie pokarm o masie odpowiadającej 15% masy jego ciała. Potrafi jednak pożreć pokarm o masie odpowiadającej do 40% masy jego ciała w pół godziny, jeśli ma taką sposobność. Skutkuje to tym, że po obfitym posiłku zwierzę jest ociężałe i ospałe. Powoli oddala się, kołysząc się, po czym kładzie się. Wtedy łatwo się doń zbliżyć. Doprowadziło to do poglądu, że takie zwyczaje pokarmowe są skutkiem braku drapieżnika, który mógłby zaatakować opasłego osobnika.
Diabeł tasmański potrafi nie pozostawić po swej uczcie żadnych śladów padliny mniejszego zwierzęcia, w spożywając też kości i futro. W związku z tym cieszy się wdzięcznością tasmańskich farmerów. Szybkość, z jaką oczyszcza teren z padliny, chroni przed rozprzestrzenianiem się owadów, które mogłyby niekorzystnie wpływać na zwierzęta hodowlane. Niektóre padłe zwierzęta są porzucane, kiedy diabeł tasmański wraca do swej siedziby, kończąc swój posiłek w późniejszym czasie.
Dieta różni się znacznie w zależności od płci, a także sezonowo, jak wykazały badania w Cradle Mountain. Zimą samce preferują zwierzynę średniej wielkości nad większą ze stosunkiem 4:5, ale w lecie wolą już większą zdobycz i stosunek wynosi 7:2. Te dwie kategorie obejmują powyżej 95% diety. Samice są mniej skłonne do pożywiania się większą zdobyczą, ale wykazują podobne zróżnicowanie w zależności od pory roku. Zimą duże i średnie zwierzęta stanowią 25% i 58% ich diety, 7% stanowią małe ssaki, a 10% – ptaki. Latem pierwsze dwie kategorie stanowią odpowiednio 61% i 37%.
Młode diabły tasmańskie czasami wspinają się na drzewa. Wchodzą na nie, by spożywać larwy i plądrować ptasie gniazda z jaj, które oprócz małych kręgowców i bezkręgowców stanowią ich dietę. Obserwowano także młode osobniki wspinające się do gniazd, by łapać ptaki. Przez rok dorosłe osobniki pobierają 16,2% swej masy z gatunków nadrzewnych, prawie w całości z Phalangeriformes, w 1,0% z dużych ptaków. Od lutego do lipca podrostki czerpią 35,8% swej biomasy ze zdobyczy nadrzewnej, 12,2% z małych ptaków i 23,2% z Phalangeriformes. Samice w zimie czerpią z nadrzewnej zdobyczy 40,0%, w tym 26,7% z Phalangeriformes i 8,9% z ptaków. Nie wszystkie zwierzęta złapane zostały na drzewie, ale odsetek ten, wysoki w przypadku samic, większy niż u samców niełaza wielkiego podczas tego samego sezonu, wydaje się niezwykły z uwagi na mniejszą umiejętność wspinania się na drzewa przez diabły tasmańskie.

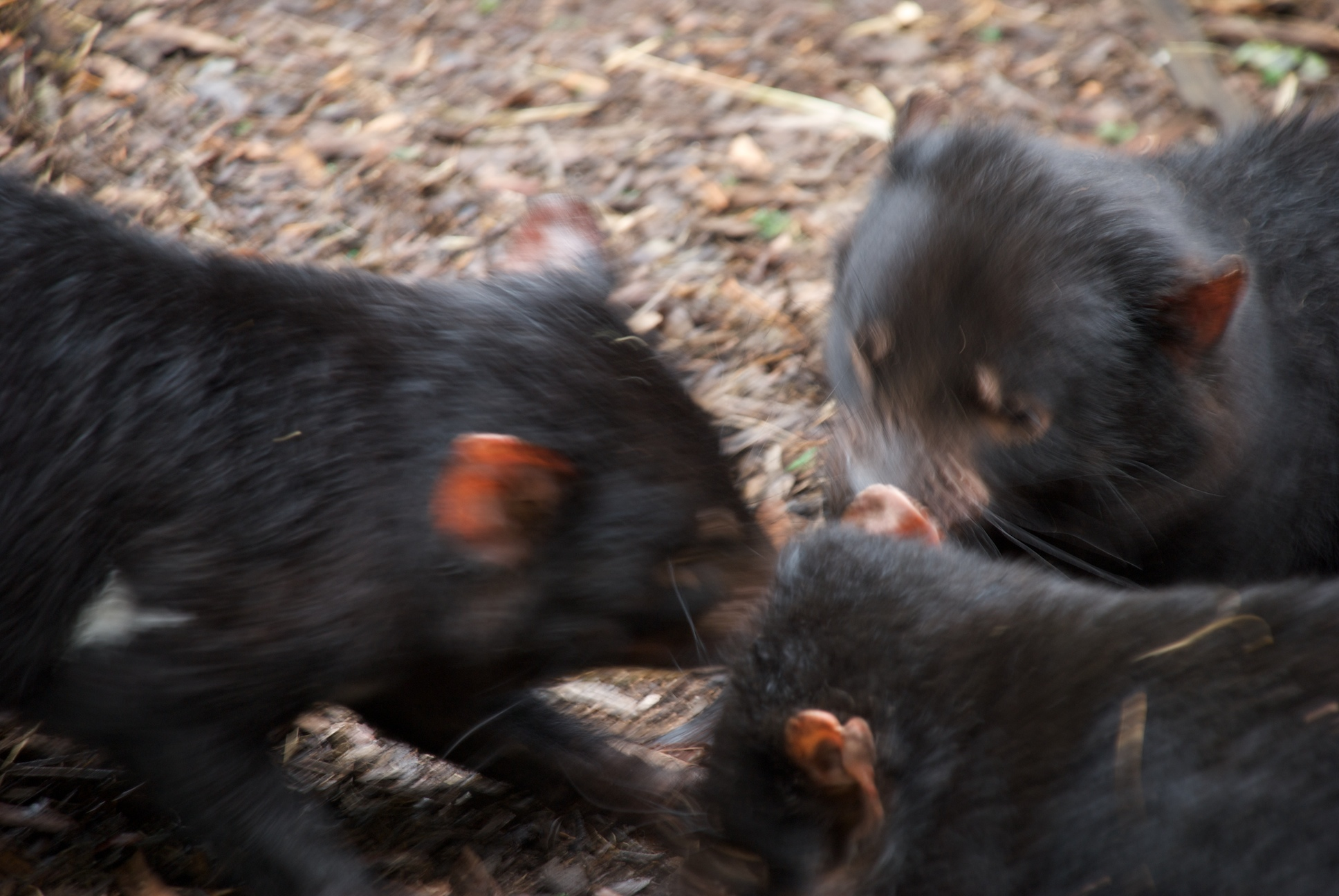
3 osobniki podczas konsumpcji. Jedzenie stanowi dla diabła tasmańskiego czynność społeczną, grupa liczy zwykle 2–5 osobników

Choć diabły tasmańskie polują samotnie, istnieją niepotwierdzone pogłoski o wspólnym polowaniu, gdy jeden osobnik wypłasza ofiarę z jej siedliska, a kompan atakuje. Jedzenie stanowi dla diabłów tasmańskich wydarzenie społeczne. To połączenie samotnego życia i wspólnej konsumpcji jest unikalne wśród mięsożernych. Większość odgłosów przypisywanych tym zwierzętom wydawanych jest właśnie podczas głośnych wspólnych uczt, podczas których może zgromadzić się do 12 osobników, choć zazwyczaj grupa liczy od 2 do 5 zwierząt. Odgłosy uczty słychać wtedy z odległości kilku kilometrów. Interpretuje się je jako zaproszenie dla współplemieńców do współuczestnictwa w jedzeniu, dzięki czemu jedzenie nie marnuje się, a energia jest oszczędzana. Poziom hałasu koreluje z wielkością zdobyczy. Diabły tasmańskie jedzą zgodnie z systemem. Osobniki młodociane są aktywne o zmierzchu, wobec czego starają się zdobyć pokarm przed dorosłymi. Typowo osobnik dominujący je, aż się nasyci, walcząc w międzyczasie z innymi chętnymi. Pokonani zbiegają w busz z włosami i ogonem wyprostowanymi, zwycięzca może udać się w pościg i gryźć pokonanych w zady. Kłótnie zdarzają się rzadziej przy większej dostępności pożywienia – motywem starć jest raczej zdobycie pokarmu, niż walka z innymi zwierzętami. Gdy truchło zjadają niełazy, diabły tasmańskie objadają je. Stanowi to istotny problem dla niełazów wielkich, jako że zabijają one względnie duże zwierzęta i diabły nie pozwalają im dokończyć posiłku. Dla odmiany mniejsze niełazy plamiste polują na znacznie mniejszą zdobycz, którą zdążą pożreć przed przybyciem diabłów tasmańskich. Może to stanowić przyczynę względnie małej populacji niełazów wielkich.
Badanie pożywiających się diabłów tasmańskich zidentyfikowało 20 postur, w tym charakterystyczne złośliwe ziewanie, także 11 różnych dźwięków, którymi stworzenia te komunikują się ze sobą podczas uczty. Zazwyczaj ustalają dominację za pomocą odgłosów i postaw ciała, aczkolwiek obserwuje się też walki. Białe plamy diabłów tasmańskich widoczne są dla widzących w nocy innych osobników. Wykorzystywane są także sygnały chemiczne. Dorosłe samce wykazują największą agresję. Często dochodzi do ranienia się. Zwierzęta mogą też stawać na swych tylnych łapach, uderzając przednimi i głową w barki innego osobnika, podobnie do zawodników sumo. Niekiedy obserwuje się rany szarpane w okolicy pyska i zębów, jak też nakłucia zada.
U niełazowatych trawienie zachodzi bardzo szybko. W przypadku diabła tasmańskiego pokarm potrzebuje kilku godzin na przebycie jelita cienkiego, co jest czasem długim w porównaniu z innymi niełazowatymi. Diabły tasmańskie powracają w określone miejsca w celu defekacji, niekiedy miejsce takie wykorzystuje wspólnie grupa osobników. Nazywa się je terminem devil latrine. Uważa się, że wspólna defekacja może stanowić rodzaj komunikacji, słabo rozpoznany. Odchody mają względnie duże rozmiary. Średnio mierzą 15 cm długości, znajdowano jednak takie mierzące 25 cm. Cechują się charakterystyczną szarą barwą zawdzięczaną strawionym kościom, zawierają też ich fragmenty.
Owen i Pemberton uważają pokrewieństwo pomiędzy diabłem tasmańskim i wilkiem workowatym za „bliskie i złożone”, gatunki współzawodniczyły ze sobą bezpośrednio o zdobycz i prawdopodobnie też o schronienie. Wilki workowate polowały na diabły tasmańskie, pożywiające się padliną tych pierwszych, pożerały też ich młode. Menna Jones stawia hipotezę, że te dwa gatunki dzieliły ze sobą rolę szczytowego drapieżnika Tasmanii. Orzeł australijski obrał sobie podobną, bazującą na padlinie dietę, także konkurując z diabłem tasmańskim. Widywano również Dasyurus i diabły tasmańskie bezpośrednio konkurujące ze sobą. Jones uważał, że Dasyurus wyewoluowały w swój obecny stan w ciągu tylko 100–200 pokoleń po dwóch latach dzięki efektowi doboru rozdzielającego wywieranemu nań przez diabła tasmańskiego. Powstał w ten sposób większy niełaz wielki i mniejszy niełaz plamisty.

### Rozmnażanie
Samica rozpoczyna rozród, gdy osiągnie dojrzałość płciową, zazwyczaj w drugim roku życia. Zaczyna wtedy wstępować raz do roku w okres płodny. Będąc w cieczce, tworzy liczne komórki jajowe. Jako że zdobycz jest najobficiej dostępna wiosną i wczesnym latem, cykl rozrodczy diabła tasmańskiego rozpoczyna się w marcu lub kwietniu, w związku z czym zakończenie okresu karmienia mlekiem łączy się z czasem maksymalnej dostępności pokarmu dla młodych żyjących na wolności. Łączenie się w pary odbywa się w marcu w kryjówkach, zarówno za dnia, jak i w nocą. W czasie sezonu rozrodczego samce walczą o samice, które łączą się z osobnikami dominującymi. Owulacja może nastąpić do trzech razy w okresie 21 dni, kopulacje mogą trwać przez 5 dni. Zaobserwowano przypadek, kiedy para przebywała w norze przez 8 dni. Diabeł tasmański nie praktykuje monogamii. Samica kopuluje z kilkoma samcami, jeśli nie strzegą jej one po połączeniu. Samiec również rozmnaża się z kilkoma samicami podczas jednego sezonu. Samice zachowują się w sposób, który służy wybiórczemu zapewnieniu sobie potomstwa o jak najlepszych genach. Przykładowo zwalczają awanse mniejszych samców. Samce często trzymają swe wybranki w norze w zamknięciu czy też zabierają ze sobą, kiedy wyruszają się napić, by nie dopuścić do niewierności. Samiec w ciągu całego życia może dochować się 16 potomków. Samica zazwyczaj dożywa 4 okresów rozrodczych i wydaje na świat 12 młodych. Teoretycznie oznacza to, że populacja diabłów tasmańskich może podwoić się w ciągu roku pomimo wysokiej śmiertelności. Współczynnik ciąż jest wysoki. U 80% dwuletnich samic podczas sezonu rozrodczego obserwowano noworodki w torbach lęgowych. Bardziej współczesne badania umiejscawiają sezon rozrodczy pomiędzy lutym i czerwcem, a nie między lutym a marcem.
Ciąża trwa 21 dni. Matka wydaje na świat 20–30 młodych, ważących mniej więcej 0,18–0,24 g. Przy narodzinach przednie kończyny mają już dobrze rozwinięte palce zakończone pazurami. W przeciwieństwie do wielu torbaczy pazury te nie są tylko czasowe. Podobnie do nich natomiast przednia kończyna jest dłuższa (0,26–0,43 cm) od tylnej (0,20–0,28 cm), ciało jest różowe. Nie występują uszy zewnętrzne ani odpowiadające im otwory. Zazwyczaj już przy porodzie można ocenić płeć po obecności zewnętrznej moszny.
Po porodzie młode konkurują ze sobą, zmuszone do przebycia odległości od pochwy do torby lęgowej w kleistym śluzie. Znalazłszy się w torbie, przyczepiają się do sutków na następne 100 dni. Torba lęgowa samicy diabła tasmańskiego, podobnie jak u wombata, otwiera się ku tyłowi, co utrudnia samicy kontakt z przebywającym tam młodym. Pomimo dużej liczebności rodzącego się miotu matka ma tylko 4 sutki, wobec czego może wyżywić w torbie jedynie 4 szczenięta. Im starsza samica, tym mniejsze mioty wydaje na świat. Kiedy młode odnajdzie sutek, powiększa się on, zakleszczając się mocno wewnątrz noworodka, co chroni go przed wypadnięciem z torby. Średnio przeżywa więcej samic, niż samców. Do 60% szczeniąt nie dożywa wieku dorosłego.
Substancje mające zastąpić mleko matki są często podawane młodym w trakcie rozwoju w hodowli, a także osieroconym diabłom oraz tym, których matki zachorowały. W porównaniu do innych torbaczy, niewiele wiadomo na temat składu mleka diabła tasmańskiego.
Odżywiane w torbie młode rozwijają się szybko. W drugim tygodniu wyróżnia się silnie odtąd pigmentowane rhinarium. Po 15 dniach widać już małżowiny uszne, aczkolwiek przytwierdzone jeszcze do głowy; nie otwierają się, aż szczenię osiągnie 10 tygodni. Po około 40 dniach ucho czarnieje, mierząc poniżej 1 cm długości, w tym czasie wyprostowuje się też ono, mierząc między 1,2 i 1,6 cm. Po 16 dniach widać powieki, wąsy po 17 dniach, a wargi po 20. Po 8 tygodniach Sarcophilus wydaje z siebie skrzypiące dźwięki. Po 10–11 tygodniach rozwiera wargi. Pomimo wytworzenia się powiek nie otwierają się one przez 3 miesiące. Rzęsy tworzą się po około 50 dniach. Młode są do tego czasu różowe. Futro zaczyna pokrywać ich skórę po 49 dniach, w pełni rozwija się po 90 dniach. Zaczyna ono rosnąć od pyska, po czym rozciąga się do tyłu na resztę ciała. Jednakże na ogonie pojawia się wcześniej, aniżeli na zadzie, ostatniej części ciała obrastającej włosiem. Przed rozpoczęciem wzrostu futra kolor nagiej diablej skóry ciemnieje, robi się czarny lub ciemnoszary na ogonie.
Diabły tasmańskie mają kompletny zestaw wibrysów, nie posiadają jednak wibrysów łokciowych. Podczas trzeciego tygodnia pojawiają się najpierw w okolicy nosa i łokciowej części nadgarstka. Następnie tworzą się wibrysy podoczodołowe, interramalne, nadoczodołowe i podbródkowe. Ostatnie 4 typowo pojawiają się pomiędzy 26. a 39. dniem życia.

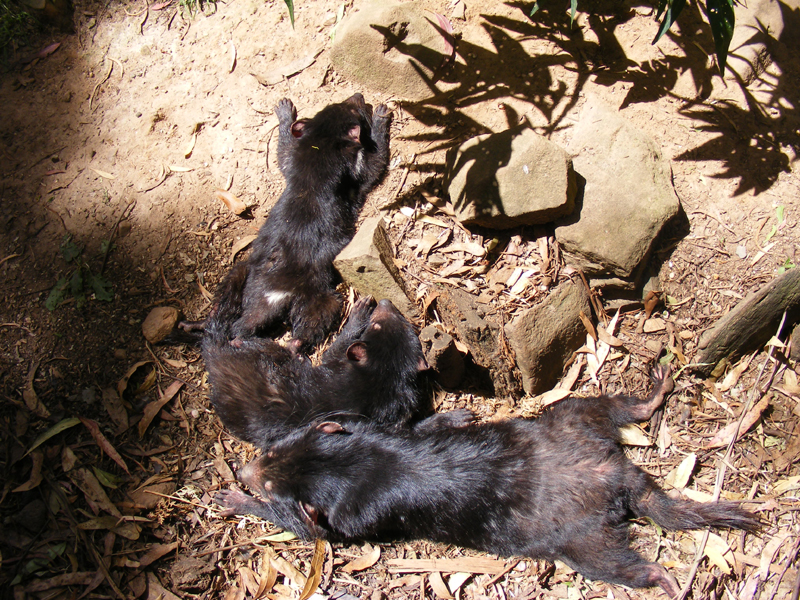
3 szczenięta leżące na słońcu

Oczy otwierają się niedługo po rozwoju futra – pomiędzy 87 a 93 dniem. Ich pyski potrafią już rozluźnić uścisk sutka w wieku 100 dni. Opuszczają torbę 105 dni o urodzeniu, wyglądając jak mniejsze kopie rodziców i ważąc około 200 g. Zoolog Eric Guiler odnotował w tym czasie ich następujące wymiary: długość od czubka pyska do czubka głowy – 5,87 cm, długość ogona – 5,78 cm, długość stopy – 2,94 cm, dłoń – 2,30 cm, podudzie – 4,16 cm, przedramię – 4,34 cm, odległość od czubka głowy do pośladków – 11,9 cm. Podczas tego okresu wydłużanie się przebiega mniej więcej liniowo.
Po odstawieniu diabły przebywają na zewnątrz torby, pozostają jednak w norze przez około 3 miesiące. Na zewnątrz wychodzą pomiędzy październikiem a grudniem, nim usamodzielnią się w styczniu. Podczas tej fazy przejściowej na zewnątrz torby młode są względnie bezpieczne od drapieżników, jako że generalnie nie są pozostawiane same. Gdy matka poluje, mogą pozostać w kryjówce bądź iść za nią, często jeżdżąc na jej plecach. W tym czasie dalej piją mleko matki. Samice zajmują się potomstwem średnio przez 6 tygodni w roku. Mleko zawiera więcej żelaza, niż mleko ssaków łożyskowych. W badaniach Guilera z 1970 nie stwierdzono zgonu samicy podczas noszenia dzieci w torbie. Po opuszczeniu worka młode rosną około 0,5 kg na miesiąc, nim osiągną wiek 6 miesięcy. O ile większość szczeniąt dożywa odstawienia od piersi, Guiler odnotował, że do 3/5 diabłów tasmańskich nie osiąga dojrzałości płciowej. Jako że podrostki prowadzą bardziej zmierzchowy tryb życia, ich obecność na otwartym terenie podczas lata daje ludziom wrażenie boomu populacyjnego.
Ciąża przedłużona nie występuje.
Guiler odnotował u schwytanych osobników hermafrodytyzm sekwencyjny, podczas gdy Pemberton i Mooney odnotowali w 2004 przypadek zwierzęcia z moszną i niefunkcjonalną torbą.
W odpowiedzi na redukcję konkurencji spowodowaną DFTD samice w regionach objętych chorobą z większym prawdopodobieństwem przystępują do rozrodu w pierwszym roku życia. Choroba doprowadziła też do większego rozmycia się okresu rozrodu. Porody zdarzały się w ciągu całego roku. Mioty matek cierpiących na DFTD liczą sobie więcej samic, niż samców.

## Status

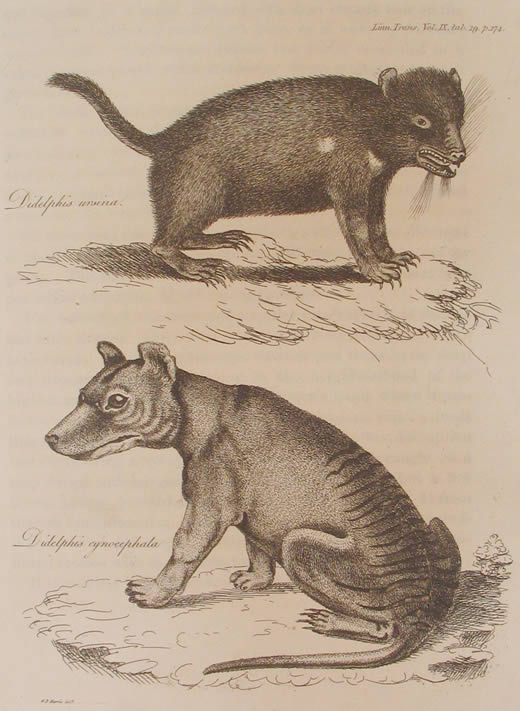
Diabeł tasmański i wilk workowaty, George Prideaux Robert Harris, 1808

Rozprzestrzeniony szeroko w Australii w epoce plejstocenu, diabeł tasmański doznał spadku liczebności, ograniczając się do trzech populacji reliktowych w środku epoki holocenu, około 3 tysiące lat temu. Sztuka naskalna i pojedyncze skamieniałości z okolic Darwin wiążą się z populacją północną, a pozostałości na południowym wschodzie oznaczają zasięg populacji południowo-wschodniej, od ujścia rzeki Murray do okolicy Port Phillip w Wiktorii. Ta populacja skurczyła się z północnej Wiktorii i Nowej Południowej Walii. Podnoszący się w holocenie poziom morza odciął ją od populacji zamieszkującej Tasmanię. Trzecia populacja występowała w południowo-zachodniej części Australii. Dowody kopalne z tego regionu uznaje się jednak za kontrowersyjne. Jak wiele rodzimych zwierząt, dawne diabły były większe, niż ich współcześni potomkowie. W 1972 Mike Archer i Alex Baynes znaleźli ząb diabła tasmańskiego u podnóża klifu w okolicy Augusty w Australii Zachodniej. Datowano go na 430 ± 160 lat, co szeroko cytowano i powtarzano. Australijski archeolog Oliver Brown zakwestionował to, podając, że niepewność autorów odnośnie do pochodzenia zęba rodzi wątpliwości co do jego wieku, szczególnie, że inne szczątki datowane są na około 3000 lat.
Przyczyna zniknięcia diabła tasmańskiego z kontynentalnej Australii pozostaje niejasna. Spadek jego liczebności wydaje się wiązać z ekspansją człowieka rozumnego i dingo. Nie wiadomo jednak, czy bezpośrednią przyczyną były polowania, konkurencja z dingo, zmiana spowodowanych przez rosnącą ludzką populację, która do 3000 lat temu zaczęła wykorzystywać wszystkie siedliska kontynentu, czy też we wszystkich tych czynnikach po części. Diabły tasmańskie koegzystowały z dingo na kontynencie przez około 3000 lat. Brown zaproponował też, że południowa oscylacja El Niño rosła w siłę w trakcie holocenu, a padlinożerny diabeł tasmański o krótkim czasie życia wykazywał nań znaczną wrażliwość. W niezasiedlonej przez dingo Tasmanii mięsożerne torbacze wciąż istniały, gdy pojawili się tam Europejczycy. Eksterminacja wilka workowatego po ich przybyciu jest dobrze znana, ale zagrożony był też diabeł tasmański.
Wilki workowate polowały na diabły tasmańskie, a diabły tasmańskie atakowały młode wilkoworów tasmańskich. Diabły tasmańskie mogły więc przyśpieszyć wymarcie tych drugich. Gdy wilkwory jeszcze żyły, prócz polowań na diabły tasmańskie konkurowały też z nimi o pokarm i kryjówki, wywierając na nie presję. Oba gatunki poszukiwały bowiem jam czy nor. Spekulowano, że diabły stały się bardziej drapieżne i zajmowały większe areały osobnicze, wypełniając miejsce pozostawione po zniknięciu wilkoworów.
Niszczenie środowiska może prowadzić do otwierania jam, w których matki opiekują się młodymi. Zwiększa to umieralność, jako że samica opuszcza taką norę z młodymi uczepionymi jej grzbietu.
Rak należy do częstych przyczyn śmierci diabłów tasmańskich. W 2008 stwierdzono u diabłów tasmańskich wysokie stężenia potencjalnie karcynogennych substancji chemicznych. Wstępne wyniki testów zleconych przez rząd Tasmanii, badających tkankę tłuszczową 16 osobników ujawniły wysokie poziomy heksabromobifenylu (BB153) i dość wysokie – eteru dekabromodifenylowego (BDE209).
Od 1999 wszystkim schwytanym na wolności diabłom tasmańskim wykonuje się biopsję ucha, pobierając próbki DNA. (Do września 2010 pobrano 5642 próbki).

### Spadek liczebności
Odnotowano przynajmniej dwa duże spadki liczebności, być może z powodów epidemiologicznych – w 1909 i w 1950. Również w latach 50. XIX wieku odnotowano rzadkość występowania tego ssaka. Trudno jest oszacować wielkość populacji diabła tasmańskiego. W połowie lat dziewięćdziesiątych XX wieku populację szacowano na 130–150 tysięcy zwierząt, ale prawdopodobnie doszło do przeszacowania. W 2008 tasmański Department of Primary Industries and Water ocenił populację na od 10 do 100 tysięcy, w tym prawdopodobnie od 20 do 50 tysięcy dojrzałych zwierząt. Eksperci szacują, że wystąpił przekraczający 80% spadek liczebności populacji od połowy ostatniej dekady XX wieku i dlatego jedynie około 10–15 tysięcy osobników pozostało na wolności w roku 2008.
Gatunek w 2005 został uznany jako wrażliwy zgodnie z tasmańskim Threatened Species Protection Act 1995 i w 2006 zgodnie z australijskim Environment Protection and Biodiversity Conservation Act 1999, co oznacza, że został uznany za zagrożony wyginięciem w perspektywie średnioterminowej. IUCN sklasyfikowało diabła tasmańskiego jako gatunek najmniejszej troski w 1996, ale już w 2009 reklasyfikowano go jako gatunek zagrożony.

### Ubój
Pierwsi tasmańscy osadnicy jedli diabła tasmańskiego. Smak jego mięsa porównywali do cielęcego. Wierzono, że diabły tasmańskie miały polować na żywy inwentarz i zabijać go, być może na skutek silnie oddziałujących obrazów grup torbaczy pożerających osłabione owce. W związku z tym już w 1830 wprowadzono system nagród za zabicie zwierzęcia, zmierzający do usunięcia go z terenów wiejskich Jednak badania Guilera wykazały, że rzeczywistej przyczyny spadku pogłowia zwierząt gospodarskich należy upatrywać w kiepskiej polityce rolnej i dzikich psach. Na obszarach, gdzie dziś diabeł tasmański nie występuje, drób pada teraz ofiarą Dasyurus. Wcześniejszymi czasy polowania na Phalangeriformes i walabie dla futra były wielkim biznesem: ponad 900 tysięcy zwierząt upolowano w samym 1923. Skutkowało to kontynuacją (w celu uzyskania nagród) polowań na diabły tasmańskie, uważane za główne zagrożenie dla przemysłu futrzarskiego, chociaż to Dasyurus częściej polowały na omawianą zwierzynę. Przez następne 100 lat chwytanie w pułapki i trucie zawiodły diabła tasmańskiego na skraj zagłady.
Po śmierci ostatniego wilka workowatego w 1936, diabła tasmańskiego objęto ochroną prawną w czerwcu 1941 i populacja zaczęła powoli odradzać się. W latach pięćdziesiątych w związku z doniesieniami o jego wzrastającej liczebności i po skargach na szkody w trzodzie udzielono pozwoleń na jego ograniczony odłów. W 1966 wydano zezwolenia na trucie, ale wysiłki w celu zdjęcia ze zwierzęcia ochrony nie powiodły się. W tym czasie przyrodnicy stali się bardziej bezpośredni, zwłaszcza że badania naukowe dostarczyły nowych danych, zgodnie z którymi okazało się, że zagrożenie dla zwierząt gospodarskich ze strony diabłów tasmańskich było mocno przesadzone. Szczyt mógł wystąpić we wczesnych latach siedemdziesiątych po boomie populacyjnym, w 1975 było ich już trochę mniej, możliwe że z powodu nadmiernej liczebności populacji i w rezultacie braków pożywienia. Inne doniesienie o nadmiernej populacji i szkodach w trzodzie pochodzi z 1987. W następnym roku u diabła tasmańskiego stwierdzono obecność Trichinella spiralis. Jest to pasożyt powodujący śmierć zwierząt, mogący infekować również ludzi. Zanim naukowcy zapewnili opinię publiczną, że cierpi nań 30% diabłów tasmańskich, ale nie może on z nich przenieść się na inny gatunek, wybuchła niewielka panika. Zezwoleń na ograniczony odłów przestano udzielać w ostatniej dekadzie XX wieku, ale nielegalne zabijanie trwało w ograniczonym zakresie, aczkolwiek lokalnie bywało intensywne. Nie uznaje się go za kluczowy problem w przetrwaniu diabła tasmańskiego. W połowie dekady rocznie zabijano szacunkowo około 10 tysięcy osobników. W celu usunięcia osobników zarażonych DFTD, powstał program wybiórczego odstrzału, jednak nie spowodował on spowolnienia rozprzestrzeniania się choroby lub zmniejszenia ilości padających zwierząt. Został przetestowany model, aby dowiedzieć się, czy odstrzał diabłów zakażonych DFTD mógłby pomóc w ocaleniu gatunku, a wyniki wykazały, że odstrzał nie jest w tym wypadku odpowiednią strategią.

### Lisy
Spadek populacji diabła tasmańskiego rozpatruje się także z ekologicznego punktu widzenia, gdyż jego obecność w ekosystemach leśnych Tasmanii chroni je przed inwazją lisa, bezprawnie introdukowanego na wyspie na przełomie XX i XXI wieku. Diabły ograniczają liczebność lisów, dzikich kotów i psów, ponieważ zjadają padlinę, którą karmiłyby się wymienione zwierzęta, jak też zabijają dorosłe lisy i ich młode w ich jamach. Lisy stanowią problematyczny gatunek inwazyjny we wszystkich innych stanach Australii i, jeśli zadomowią się na Tasmanii, utrudnią odnowę populacji diabła tasmańskiego, jak też będą polować na liczne gatunki kręgowców. Uważa się, że młode diabła tasmańskiego będą podatne na drapieżnictwo lisa, a diabły tasmańskie i lisy będą bezpośrednio konkurować ze sobą o siedliska i jamy. Powszechnym sposobem zatrzymania inwazji lisów jest wykorzystanie przynęt w postaci mięsa z przytwierdzonym fluorooctanem sodu. Jako że rodzime zwierzęta również interesowałyby się wyłożonym mięsem, umieszczanym w przyrządzie zwanym M-44 ejector device, zaadaptowano go tak, by siła i kształt pyska pozwalające je otworzyć pasował do lisów, ale nie do rodzimych mięsożerców. Lisy nie zadomowiły się jeszcze wystarczająco na Tasmanii, by stanowić zagrożenie dla diabłów tasmańskich.

### Wypadki drogowe

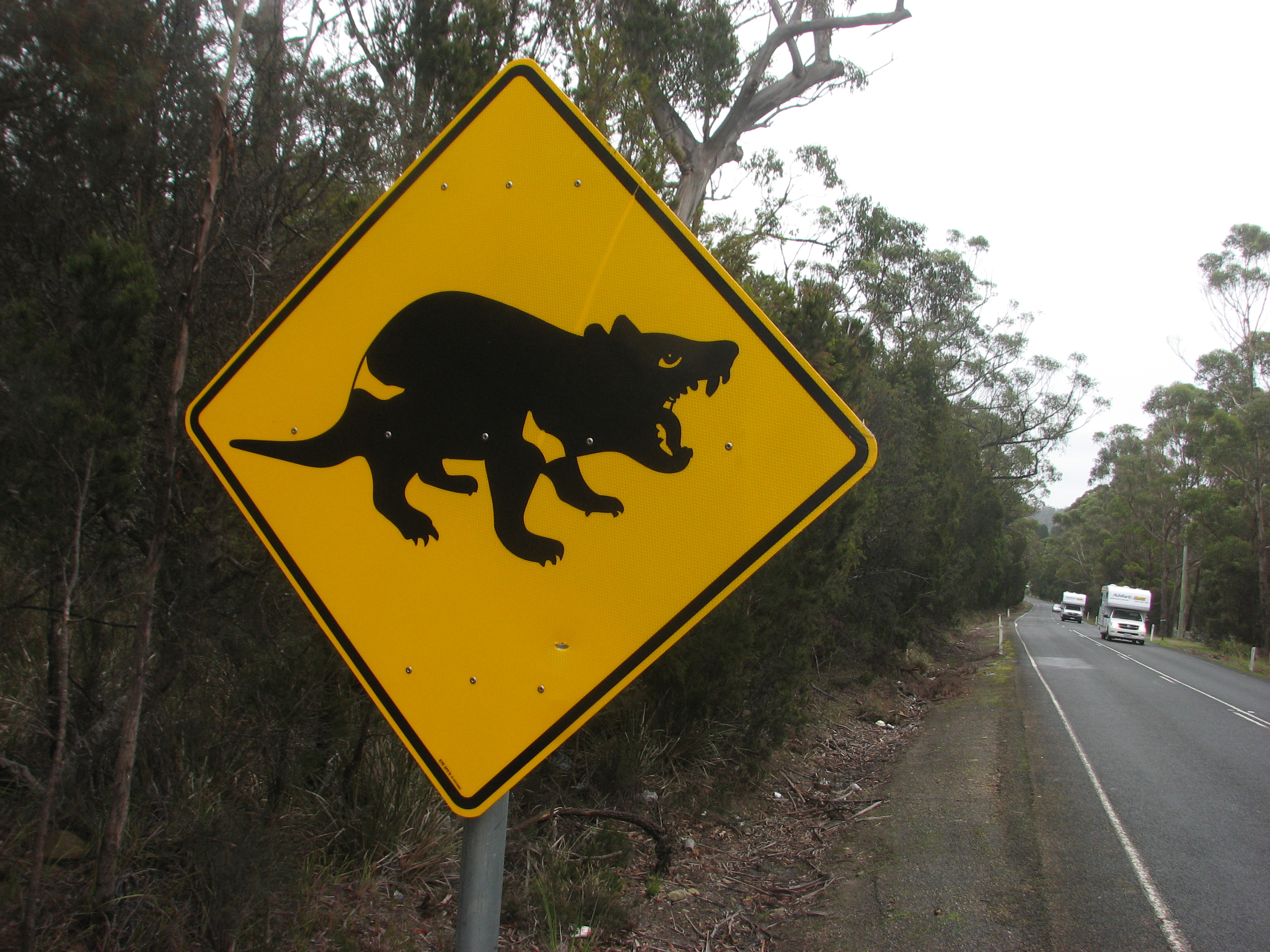
Znak ostrzegający kierowców o obecności w okolicy diabłów tasmańskich

Pojazdy silnikowe zagrażają odosobnionym populacjom nielicznych zwierząt Tasmanii. Badanie z 2010 wykazało szczególną wrażliwość diabła tasmańskiego. Badanie dziewięciu gatunków, w większości torbaczy podobnej wielkości, wykazało, że kierowcom trudniej dostrzec diabła tasmańskiego i go uniknąć. W przypadku włączonych świateł drogowych diabły miały najniższy dystans detekcji, o 40% bliższy od mediany. Wymaga to zmniejszenia prędkości rozwijanej przez kierującego o 20%, jeśli ma on uniknąć zderzenia z diabłem tasmańskim. W przypadku świateł mijania diabeł tasmański jest na siódmym miejscu wśród najgorszych dystansów detekcji, 16% poniżej mediany. By można było uniknąć śmierci na drodze, kierowcy musieliby jeździć z prędkością wynoszącą połowę dzisiejszego ograniczenia prędkości na terenach wiejskich. W badaniu z lat 90. XX wieku dotyczącym populacji zlokalizowanej w Cradle Mountain-Lake St Clair National Park odnotowano dwukrotne zmniejszenie populacji po modernizacji, pokryciu nową nawierzchnią i poszerzeniu dotychczas żwirowej drogi dojazdowej. W tym samym czasie znacznie zwiększyła się ilość zgonów spowodowanych przez pojazdy na nowej drodze, których nie było w poprzednim półroczu. Znacząca większość wypadków miała miejsce na pokrytych nową nawierzchnią odcinkach drogi, za co wini się zwiększoną prędkość pojazdów. Wysunięto też przypuszczenie, że zwierzęta trudniej wypatrzyć na ciemnym asfalcie, niż na jaśniejszym żwirze. Diabły tasmańskie i Dasyurus są szczególnie zagrożone, gdyż często wędrują wzdłuż dróg i pożywiają się padliną padłych w wypadkach zwierząt. Dla złagodzenia tego problemu wprowadzono środki ograniczające ruch, ścieżki zapewniające alternatywne przejścia diabłom tasmańskim, kampanie edukacyjne i jasne światła ostrzegające przed nadjeżdżającym autem. Przypisuje się im zmniejszenie liczby ofiar wypadków drogowych. Ponieważ padlina wabi diabły tasmańskie Menna Jones i grupa wolontariuszy usuwali padłe zwierzęta z dróg, co zaowocowało znaczącą redukcją padłych diabłów. Oszacowano, że w latach 2001–2004 pojazdy zabijały rocznie średnio 3392 osobniki, co stanowiło pomiędzy 3,8 a 5,7% populacji.

### Rak pyska diabła

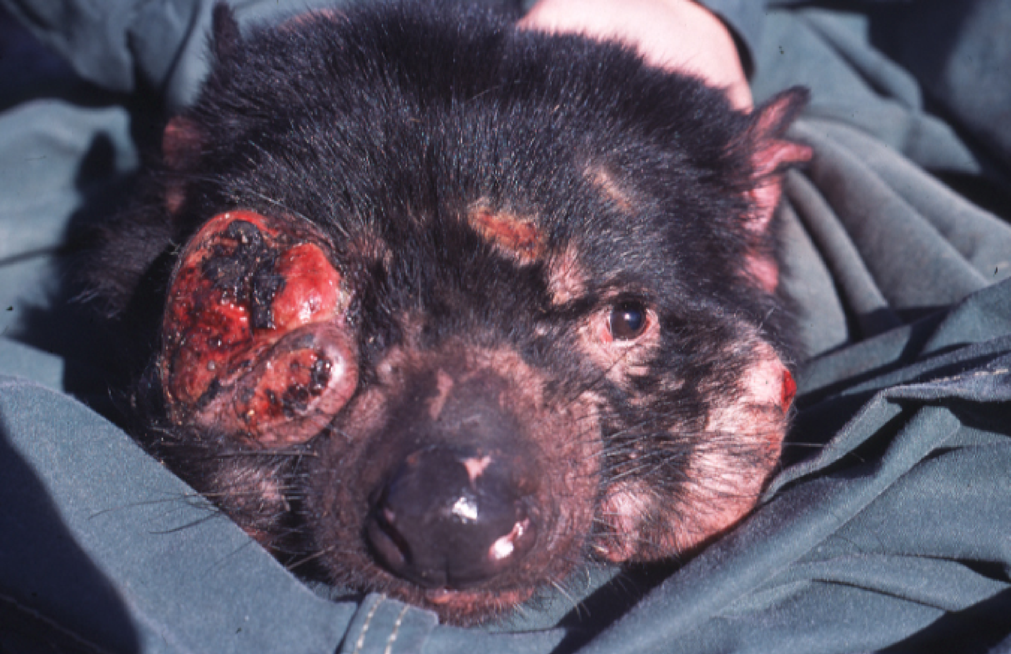
Rak pyska tworzący guzy w okolicach ust, przeszkadzające w jedzeniu i prowadzące do śmierci głodowej

Rak pyska diabła po raz pierwszy napotkano w 1996 w Mount William na północnym wschodzie Tasmanii. Pustoszył populację dzikich diabłów tasmańskich, której spadek szacuje się na od 20% do 80%, dotykając 65% powierzchni stanu. Jedynymi obszarami wolnymi od choroby pozostały zachodnie wybrzeże i obszar położony najdalej na północnym zachodzie. Poszczególne osobniki umierają po kilku miesiącach od zakażenia.
Choroba stanowi przykład zakaźnego nowotworu. Jako choroba zakaźna przenosi się ze zwierzęcia na zwierzę. Naukowcy usuwają chore osobniki i poddają zdrowe kwarantannie, gdy dzika populacja wymiera. Ponieważ diabeł tasmański cechuje się niezwykle małym poziomem różnorodności genetycznej i mutacją chromosomalną unikalną wśród mięsożernych ssaków, jest bardziej narażony na infekcyjnego raka.
Dzikie populacje objęto monitoringiem, by określić szybkość rozprzestrzeniania się choroby i zmiany w częstości jej występowania. Monitoring polowy obejmuje odłów diabła tasmańskiego na określonym obszarze w celu sprawdzenia obecności choroby i określenia ilości zainfekowanych zwierząt. Ten sam obszar wizytuje się powtórnie, by scharakteryzować szybkość rozprzestrzeniania się choroby. Dotychczas ustalono, że krótkoterminowe efekty choroby na danym obszarze mogą być poważne. Jednak to długoterminowy monitoring będzie kluczowy dla określenia, czy skutki choroby utrzymują się, czy też populacja odnawia się. Pracownicy polowi testują też efektywność supresji choroby poprzez odłów i zabieranie chorych osobników, z nadzieją, że usunięcie zakażonych diabłów tasmańskich z dzikiej populacji powinno zmniejszyć częstość występowania choroby i pozwolić większej ilości osobników na przetrwanie młodocianych lat i rozród.
Praca opublikowana w Proceedings of the National Academy of Sciences w 2011, podnosząc problem braku odpowiedniej odpowiedzi immunologicznej w związku z niewielką zmiennością genetyczną, sugeruje w celu ochrony populacji zbieranie genetycznie zróżnicowanych osobników o określonym genomie. W 2011 oszacowano koszt zachowania diabła tasmańskiego na 11 milionów dolarów.
Badania Grega Woodsa z należącego do University of Tasmania Menzies Institute for Medical Research dostarczyły dowodów ma możliwość wyprodukowania szczepionki z martwych komórek DFTD, wywołującej odpowiedź immunologiczną u zdrowych osobników. Badania terenowe szczepionki podjęto we współpracy Menzies Institute for Medical Research i Save the Tasmanian Devil Program w obrębie programu Wild Devil Recovery

### Próby reintrodukcji
Diabeł tasmański przed trzema tysiącami lat zamieszkiwał kontynentalną Australię. Gatunek ten odgrywa w ekosystemie rolę szczytowego drapieżnika, bardzo ważną z ekologicznego punktu widzenia. Rolę taką w kontynentalnej Australii pełni dingo australijski, przybyły na kontynent między 5000 a 3500 lat wcześniej, a przed nim rzeczoną pozycję zajmowały wilkowór tasmański i właśnie diabeł tasmański. Pojawienie się dingo zbiegło się nie tylko z pojawieniem się człowieka rozumnego, ale też z wyginięciem diabła tasmańskiego. Ostał się on jedynie na Tasmanii, gdzie nigdy nie zadomowił się dingo. Wskazuje to na udział dingo w wymarciu diabła w kontynentalnej Australii. Inne poglądy jako winowajców wyginięcia diabła podają ludzi bądź klimat.
Obecnie z jednej strony dingo uznaje się za szkodniki, z drugiej znaczne zmniejszenie ich populacji w istotny sposób wpłynęłoby na zwierzynę, na którą polują, mogłoby też wiązać się ze zwiększeniem liczebności lisów czy dzikich kotów. Natomiast wydaje się, że na Tasmanii to właśnie diabły ograniczają populację lisów, co wiązać się może z obfitością zdobyczy, zmniejszaną przez introdukowane lisy. Wobec tego rozważa się możliwość wprowadzenia do leśnych ekosystemów południowego wschodu Australii diabła tasmańskiego (reintrodukcji tego gatunku w kontynentalnej Australii). Miałby on na zwierzynę Australii trochę inny wpływ niż dingo, preferując mniejszą zdobycz. Nie stanowiłby takiego zagrożenia dla zwierząt gospodarskich. W celu reintrodukcji należałoby wybrać teren o klimacie przypominającym panujący na Tasmanii. Opisano takie tereny, na których dodatkowo rzadkość stanowią dingo. Jednak reintrodukcja taka może mieć kilka różnych scenariuszy, włącznie z eradykacją dingo i lisów.

## Relacje z ludźmi
Przy jeziorze Nitchie na zachodzie Nowej Południowej Walii w 1970 znaleziono szkielet ludzki w naszyjniku ze 178 zębów 49 diabłów tasmańskich. Wiek szkieletu oszacowano na 7000 lat. Naszyjnik wydaje się wiele starszy. Archeolożka Josephine Flood uważa, że zwierzęta stanowiły obiekt polowań dla zębów, co przyczyniło się do wymarcia zwierzęcia na kontynencie. Owen i Pemberton odnotowali, że znaleziono kilka takich naszyjników. Kości diabłów rzadko odnajdywane są wśród pozostałości po Aborygenach. Dwa znaczące przykłady to Devil’s Lair na południowym zachodzie Australii Zachodniej oraz Tower Hill State Game Reserve w Wiktorii.
Aborygeni tasmańscy i diabły tasmańskie szukały schronienia w tych samych jaskiniach. Europejczycy odnotowali takie miejscowe nazwy dla tego zwierzęcia, jak „tarrabah”, „poirinnah” i „par-loo-mer-rer”. Wedle Fritza Noetlinga, sekretarza Royal Society of Tasmania w 1910, nie było żadnych dowodów, by Aborygeni z Tasmanii spożywali jakiekolwiek mięsożerne zwierzęta. Owen i Pemberton sądzą, że stan taki mógł przyczynić się do przetrwania torbacza w czasach przed osadnictwem europejskim.
Popularny pogląd głosi, jakoby diabły tasmańskie zjadały ludzi. Choć znane są przypadki pożerania ciał ofiar morderstw i samobójców, nie jest prawdą, jakoby napadały na żywych ludzi włóczących się po buszu. Pochwycone diabły tasmańskie mogą gryźć lub drapać ze strachu. Uspokoić je może stabilny chwyt. Choć dają się oswoić, uznaje się, że nie nadają się na zwierzęta domowe. Nieprzyjemnie pachną, nie okazują też ani nie reagują na czułości.
Do niedawna diabeł tasmański nie należał do gatunków dobrze zbadanych. Na początku XX wieku Mary Roberts pracująca dla ogrodu zoologicznego z Hobart, zaczęła dążyć do zmiany postaw ludzkich i zachęcenia naukowców do zainteresowania się rodzimymi zwierzętami, jak diabeł tasmański, postrzeganymi dotąd jako przerażające i odrażające. Stopniowo percepcja tego gatunku uległa zmianie. Badaniem diabłów tasmańskich zajął się w czasie I wojny światowej Theodore Thomson Flynn, pierwszy profesor biologii na Tasmanii. W połowie lat 60. XX wieku profesor Guiler stworzył zespół badaczy i rozpoczął dekadę systematycznych prac terenowych poświęconych diabłu tasmańskiemu, co uznaje się za początek współczesnych badań poświęconych temu zwierzęciu. Jednak diabła tasmańskiego wciąż przedstawiano w złym świetle, także w materiałach turystycznych. Pierwszy doktorat poświęcony diabłu tasmańskiemu obroniono w 1991.

### W niewoli

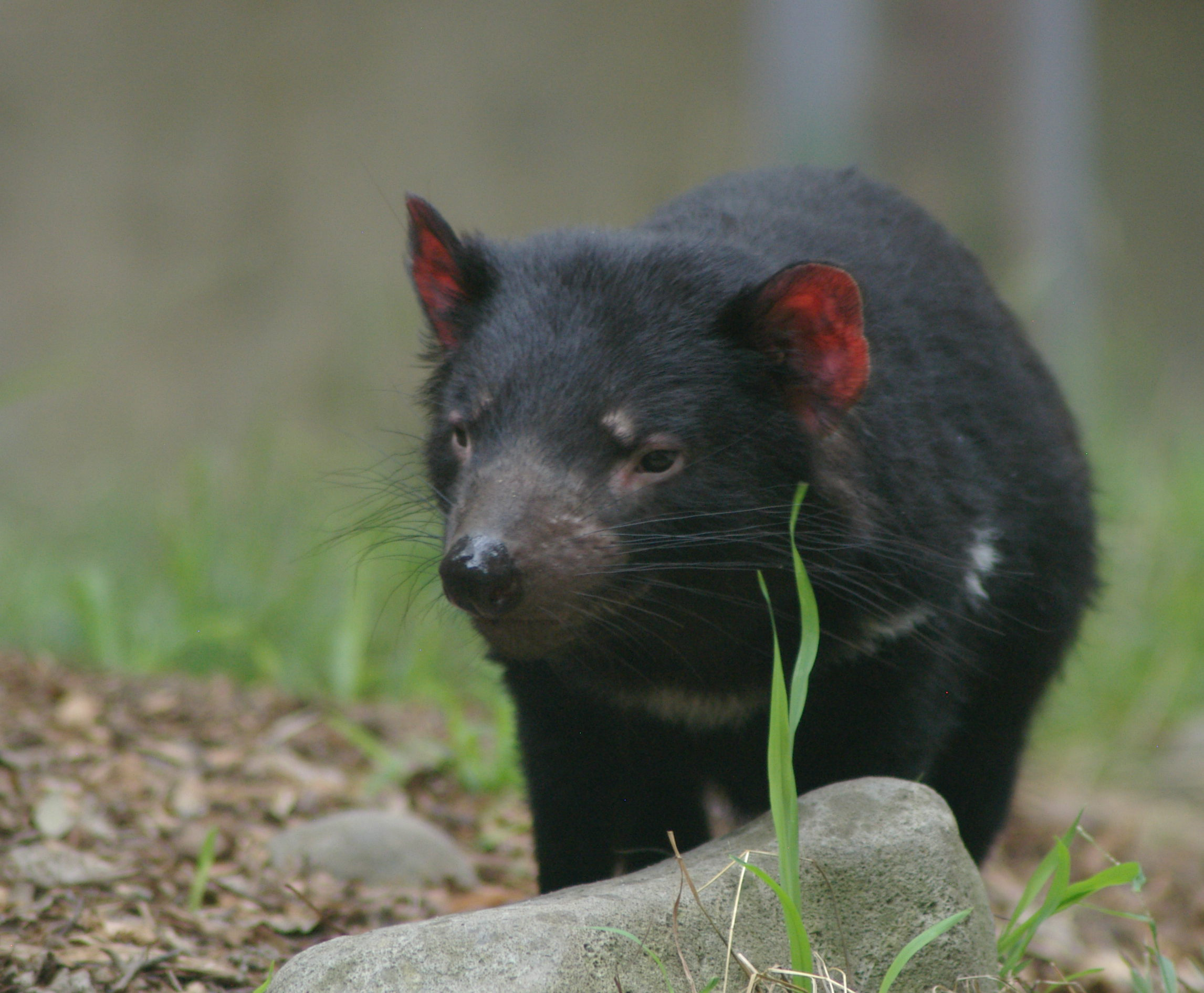
W Healesville Sanctuary, Victoria

Wczesne próby rozmnażania diabła tasmańskiego w niewoli przyniosły ograniczony sukces. Aktywistka prozwierzęca Mary Roberts, znana z pracy na rzecz mniej wrogiego obrazu tego stworzenia w opinii publicznej i publikacjach naukowych na jego temat, rozmnożyła parę w Hobart Zoo. W 1913 nadała zwierzętom imiona Billy i Truganini. Choć radzono jej odseparować Billiego, Roberts uznała, że Truganini będzie zbyt zestresowana jego nieobecnością. Pierwszy miot został prawdopodobnie przez niego pożarty. Jednak drugi, wyprowadzony w 1914, przetrwał po oddzieleniu Billiego. Roberts napisała artykuł o hodowli i rozrodzie diabłów tasmańskich dla London Zoological Society. Do 1934 zakończony sukcesem rozród diabła tasmańskiego udawał się rzadko. Wyniki badań nad wzrostem młodych w niewoli wykazały, że pewne jego etapy były zupełnie odmienne od opisywanych przez Guilera. Małżowiny uszne uwalniały się 36 dnia, a oczy otwierały później, w dniach 115–121.
Ogólnie samice przejawiały tendencję do większego stresu po wzięciu w niewolę, niż samce.
Plan stworzenia populacji stanowiącej zabezpieczenie dla gatunku, wolnej od dławiącej go choroby, zaczęto wdrażać w 2005. W czerwcu 2012 osiągnęła ona liczebność 500 osobników i reprezentowała ponad 98% genetycznej zmienności gatunku. Większość jej członków żyło w australijskich ogrodach zoologicznych i w rezerwatach przyrody. W listopadzie 2012 rozpoczęto wysiłki zmierzające do wytworzenia wolnej od choroby populacji w stanie dzikim. Diabły tasmańskie przeniesiono na Maria Island, górzystą wyspę u wschodnich wybrzeży Tasmanii.
Diabły tasmańskie pokazywano w różnych ogrodach zoologicznych na świecie od lat 50. XIX wieku. W latach 50. XX wieku kilka zwierząt przekazano ogrodom zoologicznym w Europie. W październiku 2005 rząd Tasmanii wysłał 4 osobniki, dwa samce i dwie samice, do ogrodu zoologicznego w Kopenhadze po narodzinach Chrystiana, pierwszego syna późniejszego króla Danii Fryderyka X i jego urodzonej na Tasmanii żony Marii. Z powodu ograniczeń nałożonych na eksport przez rząd australijski są to jedyne żyjące obecnie diabły tasmańskie poza Australią. Osobniki żyjące w niewoli zwykle przymusza się do aktywności w dzień w celu zaspokojenia potrzeb zwiedzających, nie pozwalając zwierzętom na zachowanie ich naturalnego nocnego trybu życia.
W przeszłości donoszono i podejrzewano nielegalny handel tym gatunkiem. W 1997 diabeł tasmański pojawił się w Australii Zachodniej. Nie uciekł on żadnemu licencjonowanemu hodowcy. W ostatniej dekadzie XX wieku w internecie USA ogłaszano sprzedaż diabła tasmańskiego, pojawiły się też plotki, że pracownicy marynarki wojennej USA próbowali nielegalnie zakupić te zwierzęta podczas wizyty w Tasmanii.

### W kulturze

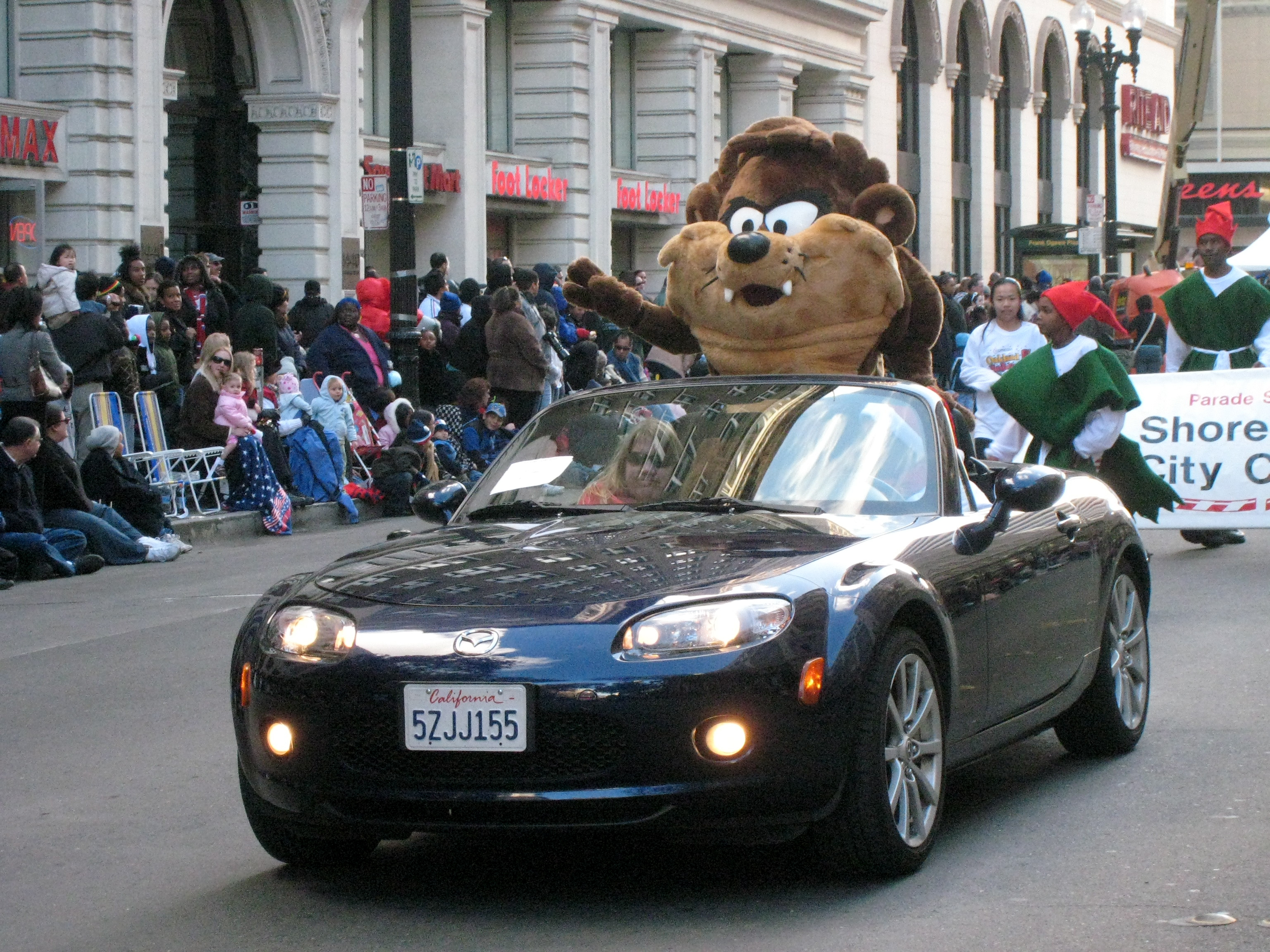
Diabeł tasmański w wersji Warner Bros. podróżujący Mazdą MX-5 (na paradzie w Kalifornii)

Diabeł tasmański stał się ikoną w Australii, zwłaszcza zaś na Tasmanii. Stanowi symbol Tasmanian National Parks and Wildlife Service. Dawniejszy zespół futbolu w Victorian Football League znany był jako Devils („Diabły”). Zespół Hobart Devils należał niegdyś do National Basketball League. Zwierzę pojawiło się na kilku pamiątkowych monetach australijskich. Tasmański Cascade Brewery sprzedaje piwo imbirowe z diabłem tasmańskim na etykiecie.
Ssaki te są popularne wśród turystów. Dyrektor Tasmanian Devil Conservation Park określił możliwe wyginięcie zwierzęcia jako naprawdę znaczący cios dla australijskiej i tasmańskiej turystyki. Zaproponowano też wiele milionów dolarów na budowę ogromnego, mierzącego 19 m wysokości i 35 m długości diabła w Launceston na północy Tasmanii jako atrakcji turystycznej. Turystyka zaczęła wykorzystywać diabła tasmańskiego w latach 70. XX wieku, gdy badania wykazały, że zwierzęta te często stanowią jedyną rzecz, jaką o Tasmanii wie zagranica. Zasugerowano, że w związku z tym należy postawić je w centrum wysiłków marketingowych. Niektóre osobniki wzięto nawet na promocyjne podróże.
W związku ze swą unikalnością diabły tasmańskie wystąpiły w licznych dokumentach i książkach dla dzieci. Opłaty licencyjne z Ruby Roars Margaret Wild przeznaczane są na badania nad DFTD. Australijski dokument z 2005 pod tytułem Terrors of Tasmania, wyreżyserowany i wyprodukowany przez Davida Parera i Elizabeth Parer-Cook, opowiada o życiu samicy diabła tasmańskiego zwanej Manganinnie poprzez sezon rozrodu, poród i odchów młodych. Przedstawia on również skutki DFTD i próby ochrony w celu zapewnienia przetrwania gatunku. Wyświetliła go telewizja australijska i amerykańska na kanale National Geographic Channel.
Jednakże diabeł tasmański prawdopodobnie największą rozpoznawalność zyskał jako inspiracja dla bohatera kreskówki Looney Tunes Diabła Tasmańskiego, zwanego też „Taz”, który pojawił się w 1954. Mało znany w tamtych czasach, głośny, nadaktywny bohater ma mało wspólnego z prawdziwym zwierzęciem. Po kilku krótkometrażówkach pomiędzy 1957 i 1964 bohater nie pojawił się aż do lat 90. Wtedy to poświęcono mu własny program. Zdobył wielką popularność. W 1997 w jednej z gazet napisano, że Warner Bros. zarejestrował i zastrzegł nazwę „Diabeł Tasmański” jako swój znak towarowy. Objęto go ochroną, włączając w to ośmioletni okres użytkowania nazwy „Tasmanian Devil” przez tasmańską firmę związaną z odłowem ryb. Odbyła się dyskusja i delegacja tasmańskiego rządu spotkała się z przedstawicielami Warner Bros. Ray Groom, minister turystyki, ogłosił później, że osiągnięto porozumienie słowne. Warner Bros. dostanie doroczną opłatę, a Rząd Tasmanii będzie mógł używać wizerunku Taza dla celów marketingowych. Porozumienie później rozwiało się. W 2006 Warner Bros. pozwoliło Rządowi Tasmanii sprzedawać wypchane zabawki przedstawiające Taza, zyski kierując na badania DFTD.
DC Comics stworzyło superbohatera zwanego Tasmanian Devil, wchodzącego w skład grupy Global Guardians. Snarl z Beast Wars posiada alternatywną formę w postaci diabła tasmańskiego. Tasmanian Kid z Beast Wars II może przekształcić się w Diabła Tasmańskiego.
Badacze nazwali zmutowaną mysz „the Tasmanian Devil”. Cechuje się ona defektem rozwoju zmysłowych komórek ucha, co prowadzi do niezwykłych zachowań, jak kręcenie głową i podrzucanie jej do góry, bardziej jak Taz z kreskówki, niż prawdziwy diabeł tasmański.
Tux, maskotka systemu Linux, została kiedyś czasowo zastąpiona przez Torvaldsa maskotką diabła tasmańskiego zwaną Tuz, wspierając kampanię ratowania gatunku.